# オランウータン
オランウータンは、ヒト科オランウータン属（学名：Pongo）に分類される構成種の総称である。現生種はボルネオ島とスマトラ島の一部にのみ分布しているが、更新世には東南アジアと中国南部にも分布していた。当初は1種であると考えられていたが、1996年以降ボルネオオランウータン（Pongo pygmaeus）とスマトラオランウータン（Pongo abelii）の2種に分かれ、2017年にはタパヌリオランウータン （Pongo tapanuliensis）が決定的に別種となった。オランウータン属はオランウータン亜科唯一の現生属であり、他のヒト科の種（ヒト、ゴリラ、チンパンジー）とは1930万年から1570万年前に分岐したとされる。
類人猿の中で最も樹上性の傾向が強く、ほとんどの時間を樹上で過ごす。腕が長く脚は短く、体は赤茶色の毛で覆われる。成熟した雄の体重は約75 kg、雌は約37 kgに達する。順位の高い雄は頬に独特のフランジを発達させ、雌を引きつけてライバルを威嚇するロングコールを発する。若い雄はフランジが発達しておらず、むしろ成熟した雌に似ている。大型類人猿の中では孤独で生活する傾向が強い。社会的な関係は主に母親とその家族の間で形成される。オランウータンの食事の最も重要な要素は果物だが、植物、樹皮、蜂蜜、昆虫、鳥の卵も食べる。野生でも飼育下でも30年以上生きることがある。
霊長類の中でも知能は高く、様々な道具を使い、毎晩枝や葉を使って精巧なねぐらを作る。類人猿の学習能力は広範囲に研究されてきた。集団内には独特の文化が存在する可能性がある。オランウータンは、少なくとも18世紀以来、文学や芸術、特に人間社会を論評する作品で取り上げられてきた。類人猿の野外研究は霊長類学者であるビルーテ・ガルディカスによって先駆的に行われ、少なくとも19世紀初頭から世界中の施設で飼育されてきた。
3種のオランウータンはすべて近絶滅種とされている。人間の活動により、個体数と生息範囲が大幅に減少した。野生のオランウータン個体群に対する脅威には、密猟（ブッシュミート、作物の害獣とみなされる）、生息地の破壊と森林伐採（パーム油の栽培と伐採）、違法なペット取引が含まれる。いくつかの保護およびリハビリテーション団体が、野生のオランウータンの生存のため活動している。

## 語源
「orangutan」（orang-utan、orang utan、orangutang、ourang-outang）という言葉の語源は、マレー語の「orang(人) hutan(森) = 森の人」である。元々は海岸部の人が奥地に住む住民を指す語だったが、マレー語の発展の初期段階で Pongo 属の類人猿を意味するようになった。ヨーロッパ人によって本種を指す語と誤解されたという見解もある。「orangutan」という言葉は、近代以前の古ジャワ語の様々な文献に、「urangutan」という形で登場している。これらの中で最も古いものはサンスクリット語のラーマーヤナを9世紀または10世紀初頭に古ジャワ語に翻訳した『カカウィン・ラーマーヤナ』である。これらの古ジャワ語の文書では、「urangutan」は類人猿を指す言葉で、森で生活する人間は指していない。この言葉は元々ジャワ語ではなく、少なくとも千年前に初期のマレー語からの借用語であった。したがって、「orangutan」という言葉の起源は古マレー語である可能性が最も高い。
西洋の情報源において、「orangutan」が最初に記されたものは、オランダ人の医師であるヤコブス・ボンティウスによる1631年の『Historiae naturalis et medicae Indiae orientalis』である。同氏の報告によると、マレー人はこの猿が話すことができると主張するが、「労働を強いられるのを避けるため」、話すことを避けた。「orangutan」は、17世紀のインドネシアの動物学についてのいくつかのドイツ語の記述に登場した。この言葉はバンジャル語に由来すると主張されているが、上記の古ジャワ語資料の時代を考慮すると、古マレー語が起源である可能性が高い。Cribbら(2014)は、ボンティウスの記述は類人猿についてではなく (この記述は類人猿の生息が知られていないジャワのものだったため)、何らかの深刻な病状 (おそらくクレチン症) に苦しんでいる人間について言及しており、10年後に出版物で初めてこの言葉を使用したニコラエス・テュルプによって誤解されたとした:10–18。
「orangutan」という単語は1693年に医師のジョン・ブルワーによって、英語で初めて「Orang-Outang」という形式で綴られ、-ngで終わる異形は多くの言語で見られる。この綴りと発音は現在に至るまで英語で使用され続けているが、誤りがあるとみなされるようになった。「hutan」の「h」が無くなり、-ngから-nに変化したことは、この用語がポルトガル語を介して英語になったことを示唆していると考えられている。マレー語では、この用語は1840年に初めて紹介され、先住民の名前ではなく、イギリスでのこの動物の呼び名であった。現代マレー語とインドネシア語の「orangutan」という言葉は、20世紀に英語またはオランダ語から借用されたもので、「hutan」の頭文字「h」が欠落していることが説明されている。和名や中国名は猩猩。アラビア語では、マレー語を直訳して إنسان الغاب と称される。
属名の Pongo は、アンゴラでポルトガル人に捕虜となったイギリス人船員、アンドリュー・バテルによる16世紀の記述に由来しており、そこでは「Pongo」と「Engeco」という 2 匹の類人猿の「怪物」について記述されている。現在、それはゴリラだと考えられているが、18世紀には「orangutan」と「Pongo」という用語はすべての大型類人猿を指した。フランスの博物学者であるベルナール・ジェルマン・ド・ラセペードは、1799年にこの属に「Pongo」という用語を使用した:24–25。バテルの「Pongo」は、コンゴ語のmpongiまたはルンブ語のpungu、Vili語のmpungu、Yombi語のyimpunguに由来するとされる。

## 分類と系統
オランウータンは、1758年にカール・フォン・リンネの『自然の体系』の中で、Homo troglodytes として初めて科学的に記載された:20。1760年に彼に師事したクリスチャン・エマニュエル・ホップによって Simia pygmaeus と改名され、1799年にラセペードによって Pongo という属名が与えられた:24–25。P. abelii は1827年にフランスの博物学者であるRené Lessonによって記載された。2001 年、P. abelii は1996年に発表された分子解析に基づいて完全な種であることが確認された:53。ボルネオオランウータンの3つの個体群はそれぞれ亜種（P. p. pygmaeus、P. p. morio、P. p. wurmbii）となった。2017年の記述によると、タパヌリオランウータンはスマトラ島に生息するが、スマトラオランウータンよりもボルネオオランウータンに近縁であるという。

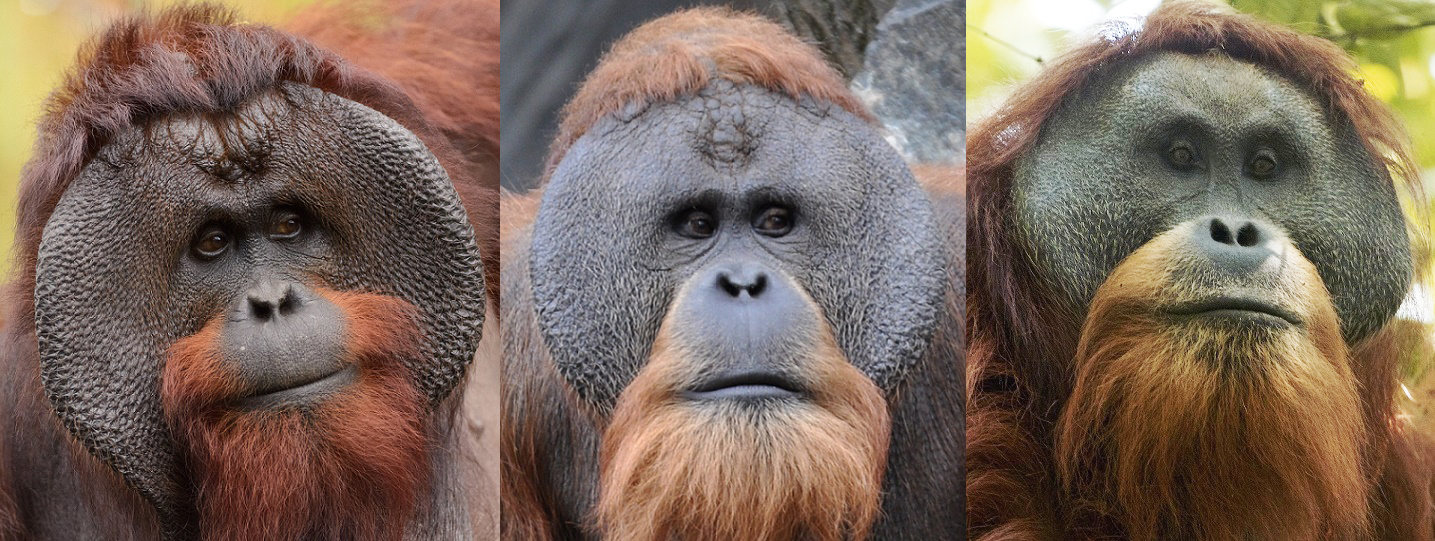
左からボルネオオランウータン、スマトラオランウータン、タパヌリオランウータン。

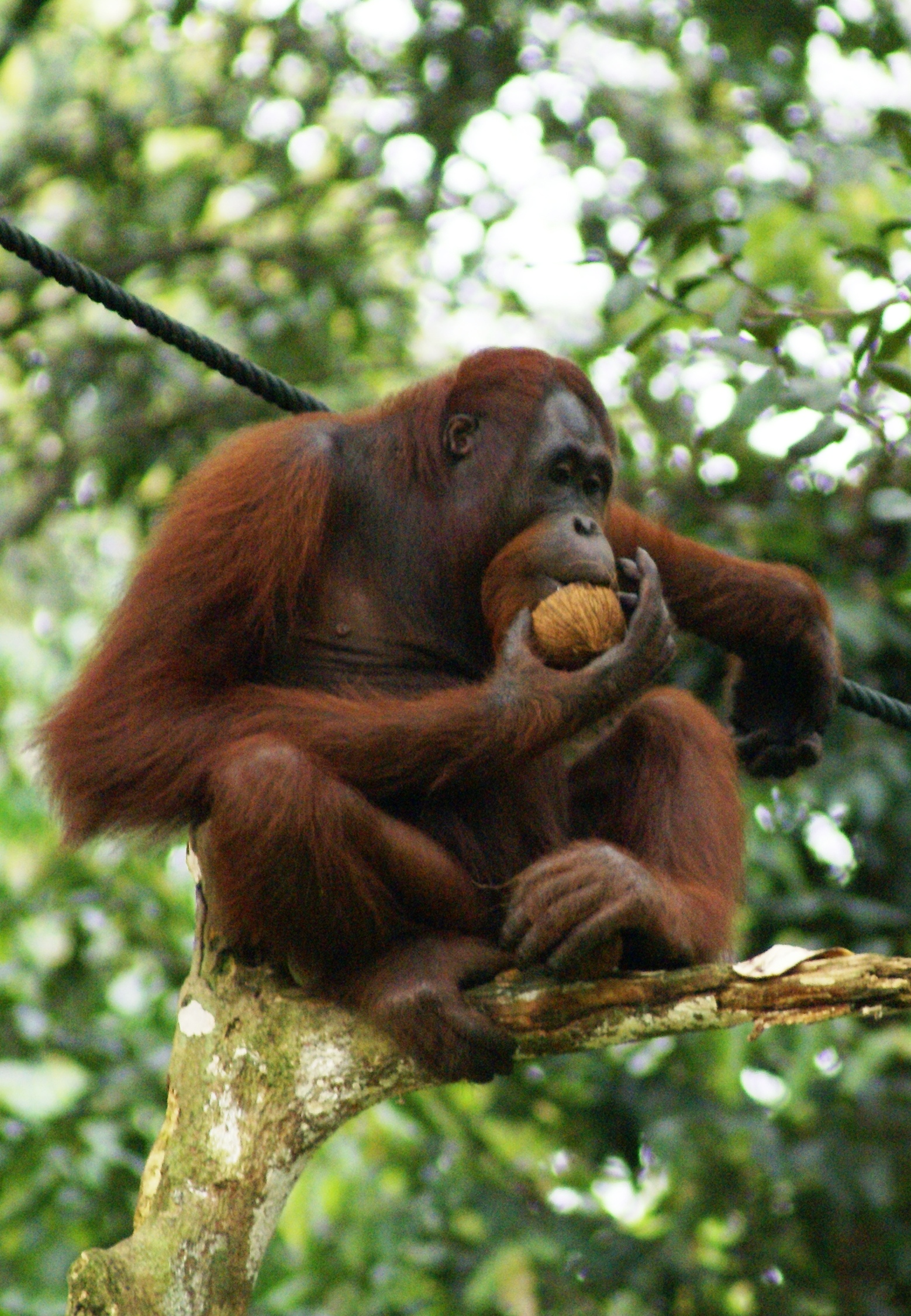
ボルネオオランウータン

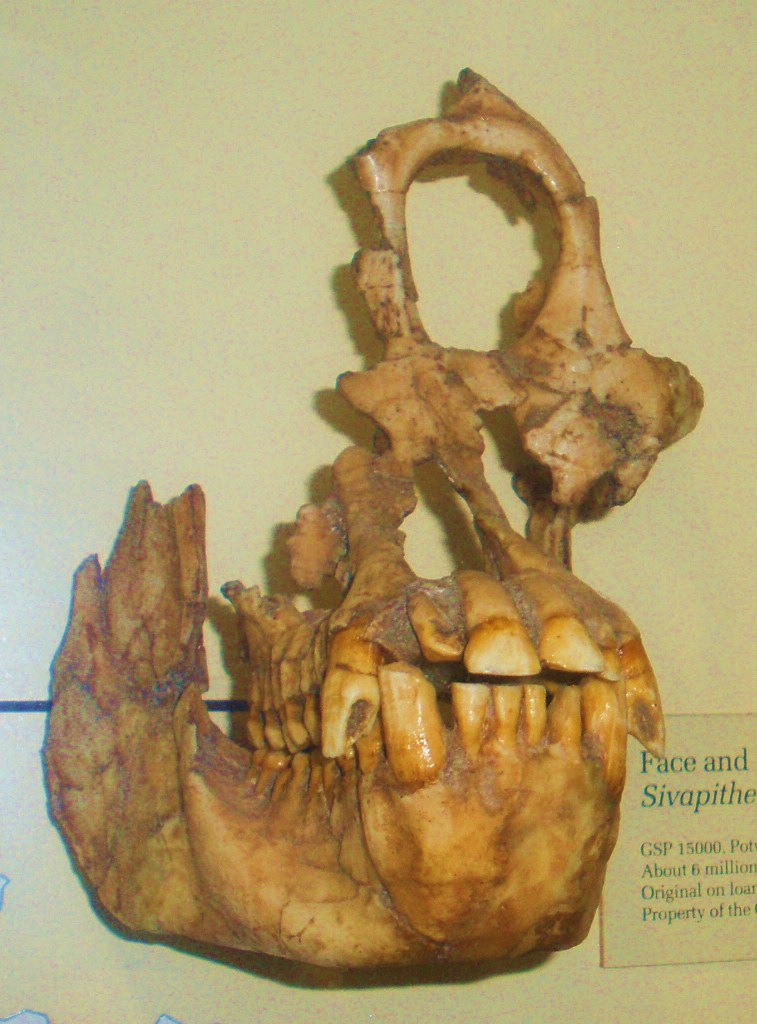
絶滅したオランウータンの近縁種、Sivapithecus sivalensis

以前はオランウータン1種 Pongo pygmaeus から構成され、基亜種ボルネオオランウータン P. p. pygmaeus と亜種スマトラオランウータン P. p. abelii の2亜種に分かれていた。形態や生態・分子系統学的解析から亜種を独立種とする説が有力となった。2017年にスマトラオランウータンのトバ湖以南個体群が、形態や分子系統解析からタパヌリオランウータン P. tapanuliensis として分割・新種記載された。
- Pongo abelii スマトラオランウータン Sumatran orang-utan
- Pongo pygmaeus ボルネオオランウータン Bornean orang-utan
- Pongo tapanuliensis タパヌリオランウータン[3] Tapanuli orangutan[22]

スマトラオランウータンとボルネオオランウータンは、遺伝的、形態的、生態的に異なる点が多いが、飼育下では交雑が可能である。しかし、雑種個体は純血個体に比べて寿命が短く、幼児死亡率が高いことが報告されており、別種とするのが適当と考えられる。
スマトラオランウータンのゲノムは2011年1月に解読された。スマトラオランウータンは、ヒトとチンパンジーに続き、ゲノムが解読された3番目の大型類人猿となった。その後、ボルネオオランウータンのゲノム配列も解読された。ボルネオオランウータンは、個体数がスマトラオランウータンの6 - 7倍多いにもかかわらず、スマトラのオランウータンよりも遺伝的多様性が劣っている。研究者らは、これらのデータが保護活動家が絶滅の危機に瀕している類人猿を保護し、人間の遺伝病についてさらに学ぶのに役立つことを期待している。ゴリラやチンパンジーと同様に、オランウータンは48本の二倍体染色体を持っている（人間の二倍体染色体は46本）:30。 
分子的証拠によると、類人猿（ヒト上科）の中で、テナガザルは2410万年前から1970万年前の中新世初期に分岐し、オランウータンは1930万年から1570万年前にアフリカの大型類人猿の系統から分岐した。分岐を約1400万年前と推定する見解もある。Israfil ら (2011) は、ミトコンドリア、Y連鎖遺伝子、およびX連鎖遺伝子座に基づいて、スマトラオランウータンとボルネオオランウータンは490万年から290万年前に分岐したと推定した(Fig. 4)。対照的に、2011年のゲノム研究は、これら2種がおよそ40万年前に分岐したことを示唆した。この研究では、オランウータンの進化のペースがチンパンジーや人間よりも遅いことも判明した。 2017年のゲノム研究では、ボルネオオランウータンとタパヌリオランウータンはスマトラオランウータンから約340万年前に分岐し、互いに約240万年後に分岐したことが判明した。何百万年も前、オランウータンはアジア本土からスマトラ島、そしてボルネオ島へ移動した。海面が大幅に低下した最近の氷河期に島々は陸続きであったためである。現在のタパヌリオランウータンの生息域は、祖先のオランウータンがアジア本土から現在のインドネシアに初めて侵入した場所に近いと考えられている。
|  | ゴリラ属 (Gorilla)                                                     |
|  |                                                                        |
|  | \| \| チンパンジー属 (Pan) \| \| \| \| \| \| ヒト属 (Homo) \| \| \| \| |
|  |                                                                        |
|  | チンパンジー属 (Pan)                                                   |
|  |                                                                        |
|  | ヒト属 (Homo)                                                          |
|  |                                                                        |

|  | チンパンジー属 (Pan) |
|  |                      |
|  | ヒト属 (Homo)        |
|  |                      |

|  | ゴリラ属 (Gorilla)                                                     |
|  |                                                                        |
|  | \| \| チンパンジー属 (Pan) \| \| \| \| \| \| ヒト属 (Homo) \| \| \| \| |
|  |                                                                        |
|  | チンパンジー属 (Pan)                                                   |
|  |                                                                        |
|  | ヒト属 (Homo)                                                          |
|  |                                                                        |

|  | チンパンジー属 (Pan) |
|  |                      |
|  | ヒト属 (Homo)        |
|  |                      |

|  | ゴリラ属 (Gorilla)                                                     |
|  |                                                                        |
|  | \| \| チンパンジー属 (Pan) \| \| \| \| \| \| ヒト属 (Homo) \| \| \| \| |
|  |                                                                        |
|  | チンパンジー属 (Pan)                                                   |
|  |                                                                        |
|  | ヒト属 (Homo)                                                          |
|  |                                                                        |

|  | チンパンジー属 (Pan) |
|  |                      |
|  | ヒト属 (Homo)        |
|  |                      |

|  | ゴリラ属 (Gorilla)                                                     |
|  |                                                                        |
|  | \| \| チンパンジー属 (Pan) \| \| \| \| \| \| ヒト属 (Homo) \| \| \| \| |
|  |                                                                        |
|  | チンパンジー属 (Pan)                                                   |
|  |                                                                        |
|  | ヒト属 (Homo)                                                          |
|  |                                                                        |

|  | チンパンジー属 (Pan) |
|  |                      |
|  | ヒト属 (Homo)        |
|  |                      |

|  | ゴリラ属 (Gorilla)                                                     |
|  |                                                                        |
|  | \| \| チンパンジー属 (Pan) \| \| \| \| \| \| ヒト属 (Homo) \| \| \| \| |
|  |                                                                        |
|  | チンパンジー属 (Pan)                                                   |
|  |                                                                        |
|  | ヒト属 (Homo)                                                          |
|  |                                                                        |

|  | チンパンジー属 (Pan) |
|  |                      |
|  | ヒト属 (Homo)        |
|  |                      |

|  | ゴリラ属 (Gorilla)                                                     |
|  |                                                                        |
|  | \| \| チンパンジー属 (Pan) \| \| \| \| \| \| ヒト属 (Homo) \| \| \| \| |
|  |                                                                        |
|  | チンパンジー属 (Pan)                                                   |
|  |                                                                        |
|  | ヒト属 (Homo)                                                          |
|  |                                                                        |

|  | チンパンジー属 (Pan) |
|  |                      |
|  | ヒト属 (Homo)        |
|  |                      |

|  | ゴリラ属 (Gorilla)                                                     |
|  |                                                                        |
|  | \| \| チンパンジー属 (Pan) \| \| \| \| \| \| ヒト属 (Homo) \| \| \| \| |
|  |                                                                        |
|  | チンパンジー属 (Pan)                                                   |
|  |                                                                        |
|  | ヒト属 (Homo)                                                          |
|  |                                                                        |

|  | チンパンジー属 (Pan) |
|  |                      |
|  | ヒト属 (Homo)        |
|  |                      |

|  | ゴリラ属 (Gorilla)                                                     |
|  |                                                                        |
|  | \| \| チンパンジー属 (Pan) \| \| \| \| \| \| ヒト属 (Homo) \| \| \| \| |
|  |                                                                        |
|  | チンパンジー属 (Pan)                                                   |
|  |                                                                        |
|  | ヒト属 (Homo)                                                          |
|  |                                                                        |

|  | チンパンジー属 (Pan) |
|  |                      |
|  | ヒト属 (Homo)        |
|  |                      |

### 化石記録
3種のオランウータンは、オランウータン亜科の現生種である。この亜科には、80 - 200万年前に中国南部とタイに分布していたルーフェンピテクスなどの絶滅した類人猿も含まれる:50。Indopithecus は920万年から860万年前にインドに生息していた。シヴァピテクスは1250万年から850万年までインドとパキスタンに生息していた。これらの種は、おそらく今日のオランウータンよりも乾燥した涼しい環境に住んでいたと考えられる。タイに500 - 700万年前に生息していたコラトピテクスは、現存するオランウータンに最も近い絶滅属であり、同様の環境に生息していたと考えられている:50。既知の最大の霊長類であるギガントピテクスもオランウータン亜科に分類されており、200万年前から30万年前まで中国に生息していた:50。
知られているオランウータン属の最古の記録は崇左の更新世初期のもので、絶滅種 P. weidenreichi のものとされる歯である。オランウータン属は、ベトナムの更新世の洞窟群でギガントピテクスと並んで発見されているが、歯からしか知られていない。P. hooijeri という名前で記載されているいくつかの化石はベトナムで発見されており、複数の化石亜種が東南アジアのいくつかの地域で記載されている。これらが現生のオランウータンの亜種なのか、実際には別種なのかは不明。更新世には、オランウータン属は現在よりもはるかに広範囲に生息しており、スンダランド全域、東南アジア本土、中国南部にまで広がっていた。オランウータンの歯はマレー半島で知られており、6万年前に遡る。中国南部から出土した最も新しい骨は、P. weidenreichi の歯で、 6万6千年から5万7千年前のものである。オランウータンの生息範囲は更新世の終わりまでに大幅に縮小したが、これはおそらく最終氷期極大期における森林の減少が原因であると考えられる。ただし、カンボジアやベトナムで完新世まで生き残った可能性がある。
彼らの祖先はマレー半島とその周辺にも住んでいたとされる。1932年、インドで類人猿の下顎の骨が発見され、ラマピテクス（現在はシヴァピテクスのシノニム）と命名された。これはかつては現世人類の共通祖先とされていたが、1982年に完全な頭骨が新たに発見されて、オランウータンの祖となる系統であることが明らかになった。さらなる調査の結果ラマピテクスの生息年代は1300万年前と確定され、オランウータンの系統が1300万年前までにヒト亜科との分離を果たしていたことが確実とされている。その後、度重なる寒冷化によって住処となる森を失ったことと人類の狩猟の対象になったことから大陸では絶滅し、現在に至っている。

## 分布
インドネシア（スマトラ島北部、ボルネオ島）、マレーシア（ボルネオ島）

## 形態

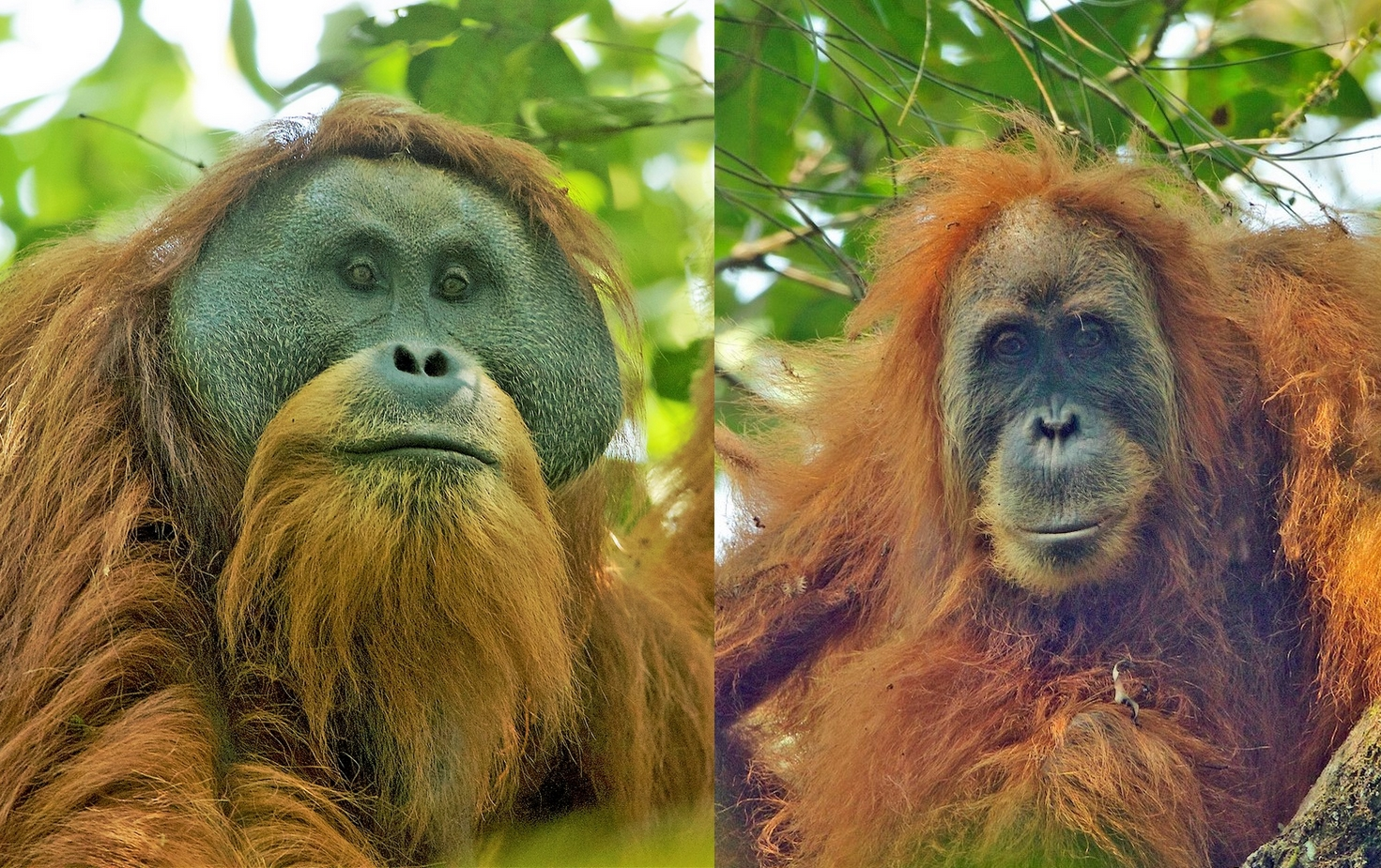
タパヌリオランウータンの雄（左）と雌（右）

強い性的二形を示す。通常、雌は身長115 cm、体重は約40 - 50 kg、成体雄は身長137 cm、体重60 - 90 kg。体長は雄が97 cm、雌が78 cm。人間と比べると腕は比例して長く、雄は腕を広げると約2 mあり、脚は短い。体は粗く長い赤みがかった毛で覆われており、若い頃は明るいオレンジ色で、年齢とともに赤褐色または褐色になり、皮膚は灰黒色。顔にはほとんど毛が無いが、雄の顔には多少の毛が生え、あごひげが生えることもある。若齢個体は頭頂部の体毛が逆立ち毛衣が明橙色で、眼や口の周囲がピンク色である:13–15。
オランウータンの耳と鼻は小さく、耳は裂けていない。平均頭蓋内容積は397 cm3である。頭蓋骨は顔に比べて高く、内側に湾曲して前に出ている。チンパンジーやゴリラと比べると、オランウータンの眉稜は未発達である。雌と子供は頭蓋骨が比較的円形で顔も薄いが、成熟した雄は頭部が盛り上がり、頬は大きく発達したフランジとなり、広い喉袋と長い犬歯を持つ:14。フランジは主に脂肪組織でできており、顔の筋肉によって支えられている。喉の袋は、ロングコールをするための共鳴室として機能する。

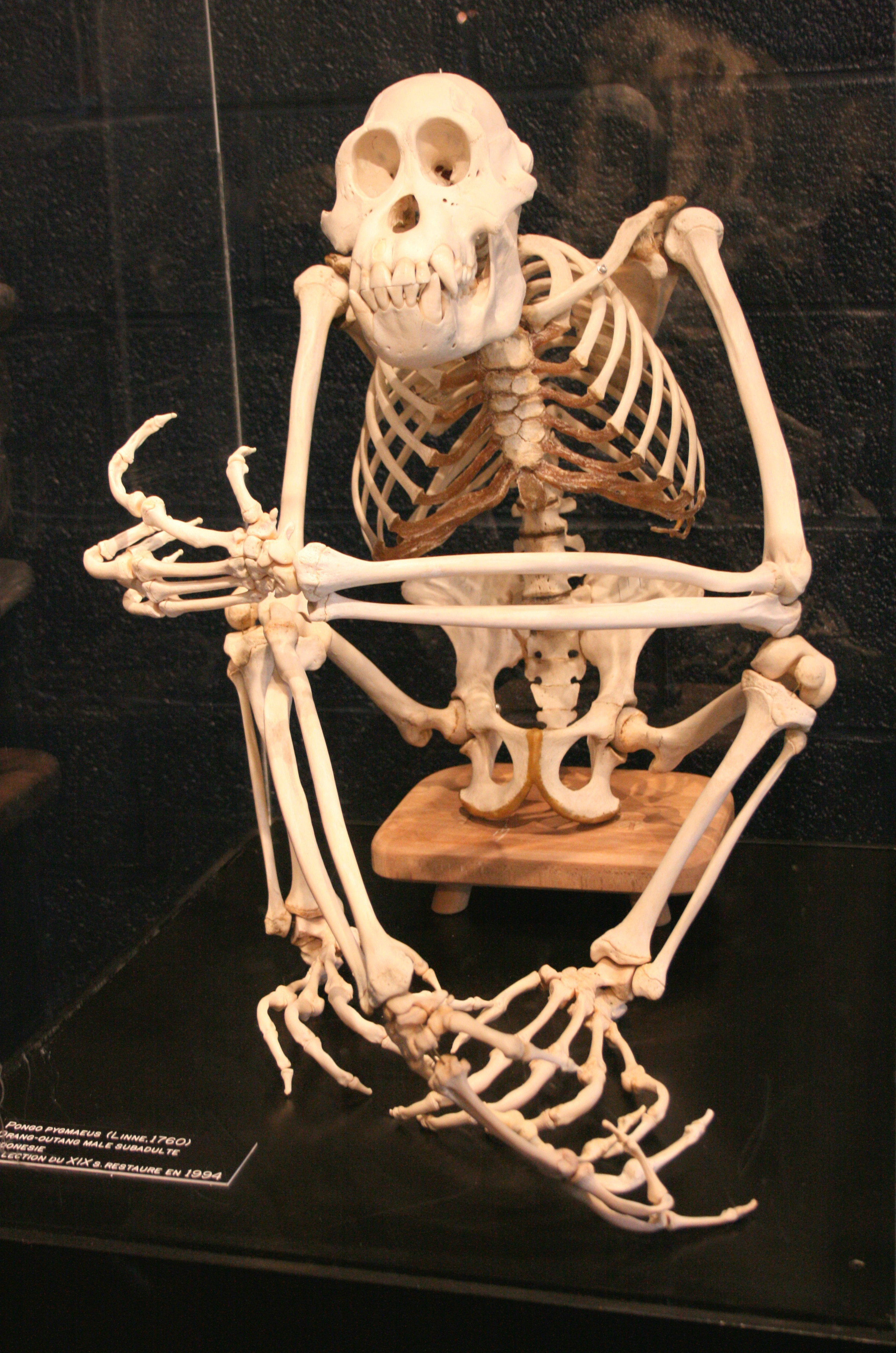
ボルネオオランウータンの骨格標本

オランウータンの手には長い4本の指があり、対向する親指は短く、木の高いところを移動するときに枝を強く握ることができる。指と爪先が曲がっていて、そのため枝を上手につかむことができる。指の上部を掌の内側に当てて、指および手で物体の周囲をしっかりと握ることができる。握力は雄で500kg程度と推定されている。足には4本の長い指と向かい合った1本の親指があり、手のような器用さがある。大腿骨を骨盤に保持する股関節の靭帯がないため、ヒトや他の霊長類と異なり、オランウータンは足の動きに制約が少ない:15。
オランウータンは垂直登攀と吊り下げの両方で木々を移動する。他の大型類人猿と比較して、地上に降りることは滅多にない。ゴリラやチンパンジーとは異なり、オランウータンはナックルウォーク（軽く握った指の第1関節から2関節の間を地面につける）をしない。地面を歩くときは 第2関節から第3関節の間を地面につけ、腕で体全体を前後に振り子のように振りながら前に進む。この時、体の側面と手の甲は平行になっている。
スマトラオランウータンは、ボルネオオランウータンと比べて、より細く、色白で毛が長く、顔も長い。タパヌリオランウータンは、体格や毛の色がボルネオオランウータンよりもスマトラオランウータンに似ている。また他の2種よりも毛が粗く、頭蓋骨が小さく、顔も平たい。

## 生態と行動
オランウータンは主に樹上性で、熱帯雨林、特に低地にあるフタバガキ科の林や古い二次林に生息している。淡水や泥炭湿地の森林など、川沿いの生息地の近くには個体数がより集中しており、乾燥した森林には少ない。標高が高くなると生息密度も減少する:92。草原、耕地、庭園、若い二次林、浅い湖などに時折進出する。
一日のほとんどは、食事、休憩、移動に費やされる。朝の2 - 3時間の授乳から一日を始める。正午に休憩し、午後遅くに出発する。夕方になると、夜に備えて巣の準備をする。天敵（捕食者）はスマトラトラ、ウンピョウ類、ドールなどの食肉類やクロコダイル類が挙げられる:91。ウンピョウには主に未成熟な個体が襲われると考えられていたが、成体も襲われる報告もある。最も一般的なオランウータンの寄生虫は、線形動物のストロンギロイデス Strongyloides と繊毛虫の大腸バランチウム Balantidium coli である。線形動物の中で、S. fureleborni および S. stercoralis が若い個体から報告されている。抗炎症香油としてドラセナ属の一種を使用する。飼育下では上気道の病気にかかる可能性がある。

### 食事と栄養

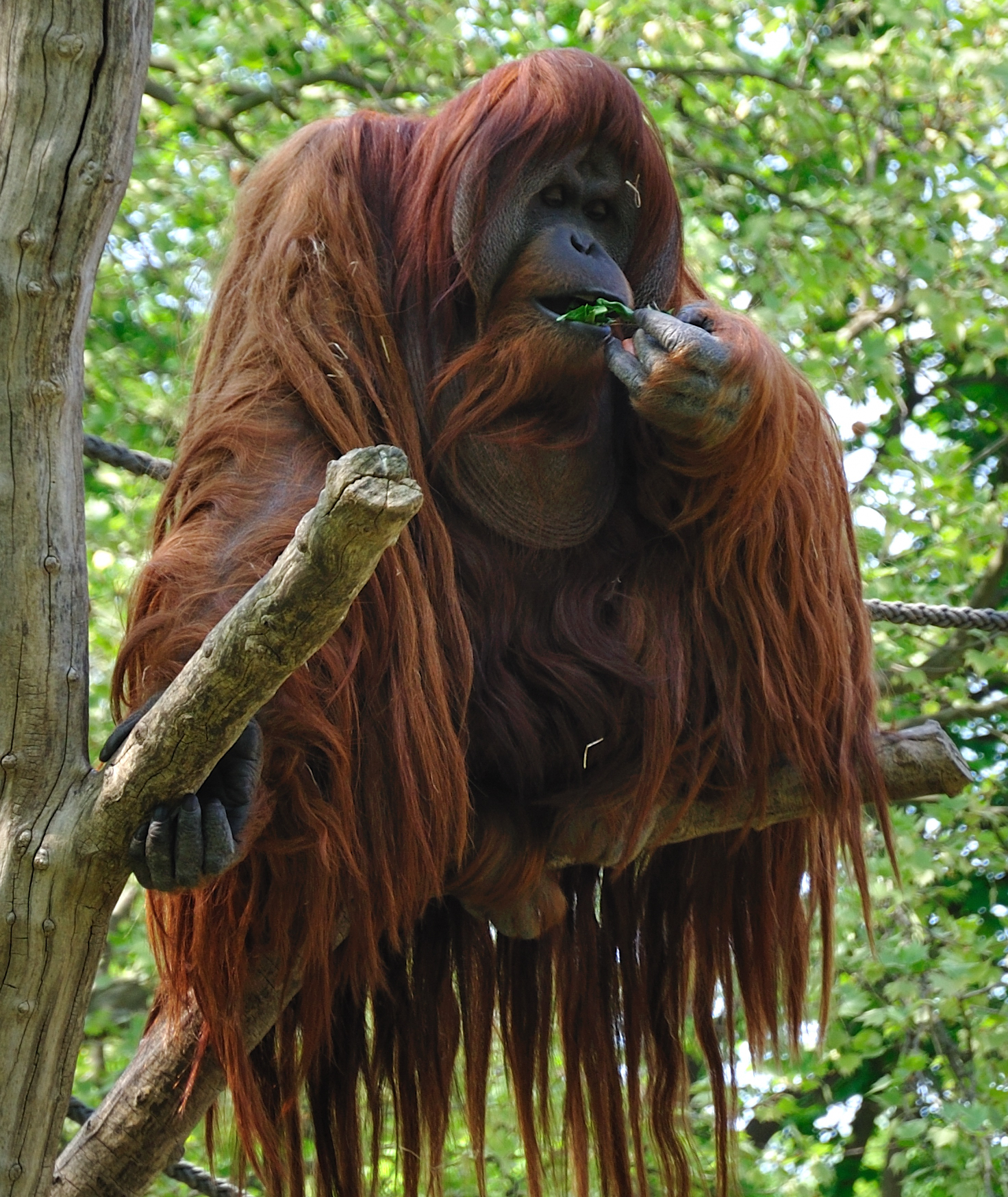
オランウータンは葉、新芽、鳥の卵を食べることがあるが、果物は食事中で重要な部分を占めている。

オランウータンは主に果物を食べ、採餌時間の57 - 80%を果物が占めることもある。果物が不足する時期であっても、給餌時間の 16%は果物である。柔らかい果肉、種皮、または種子壁を持つドリアン・パンノキ・マンゴスチン・ライチ・ランブータンなどの果実、特にイチジクが最もよく消費されるが、核果も食べられる:65。有毒アルカロイドのストリキニーネを含むつる植物のタカラマメなど、いくつかの植物にとっては唯一の種子散布者であると考えられている。
オランウータンの食事には葉も含まれ、葉は平均採餌時間の 25%を占める。果物が手に入らないときは葉がより多く食べられ、果物が豊富な時期であっても、オランウータンは11 - 20％の時間で葉を食べる。果物が少ない時期には、ヤシ科の Borassodendron borneensis の葉と茎の材料に依存している。樹皮、蜂蜜、鳥の卵、昆虫、スローロリスなどの小型脊椎動物も食べる:65–66。食物を効率的に探すルートをとることから、季節と食樹の位置を把握していると考えられ、他の動物の動きで食物の位置を察知することもある。樹洞に溜まった水を手ですくって飲む行動が知られる。
東南アジアの熱帯雨林では一斉開花と呼ばれる現象があり、数年に1度だけ森の木々が一斉に開花・結実する。一斉開花の年以外は果実生産は低調で、イチジクをのぞくと、ほとんど果実がない時期もある。特にボルネオ島ではこの果実がない期間が長く、一斉開花の年に「食いだめ」をして体内の脂肪を蓄え、果実が少ない時期はこの脂肪を消費しながら耐えている。一斉開花の年の1日の摂取カロリーはオトナのオスで8000kcal以上になるが、非果実季には4000kcal未満と半分以下に激減する。非果実季には、樹皮や新葉などを食べながらため込んだ脂肪を消費してしのいでいる。スマトラ島では非果実季でもイチジクの実が豊富にあるので、樹皮や葉を採食することは少ない。
一部の地域では、オランウータンは土壌などを食べる土壌食を行うことがある。彼らは地面から土を根こそぎ引き抜いたり、木の幹にあるシロアリの道を食べたりする。オランウータンは、鉱物をなめるために崖の側面や地面のくぼみにもやって来る。オランウータンの食事には有毒なタンニンとフェノール酸が含まれているため、抗毒性のカオリナイトを得るために土壌を食べている可能性がある:67。

### 社会生活

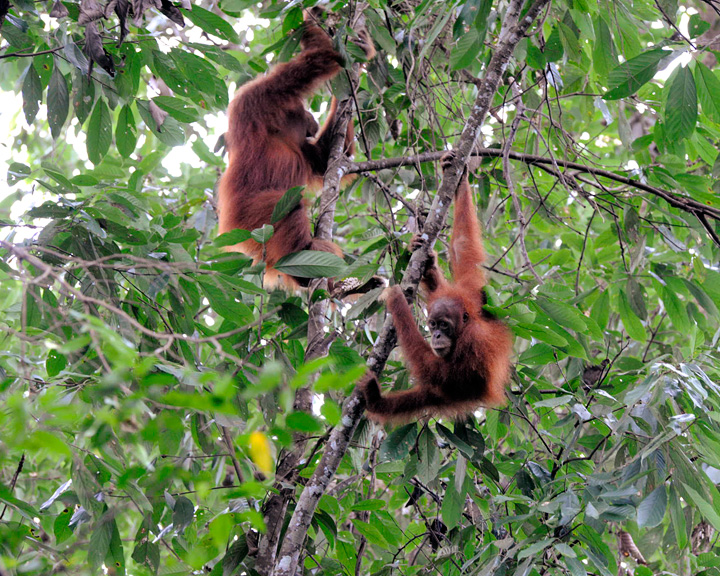
オランウータンは基本的に単独行動であり、このように2頭が顔を合わせることは珍しい。

オランウータンの社会構造は、孤独だが社交的であると説明でき、彼らは他の類人猿よりも孤独な生活を送っている。ボルネオオランウータンはスマトラオランウータンよりも一般的に孤独である。ほとんどの社会的関係は、成体雌とその家族である乳離れした子供との間で発生する。定住雌は、近親者である可能性のある他の成体雌の行動範囲と重なる、定められた行動範囲内で子孫とともに暮らしている。1匹から数匹の定住雌の行動範囲が、主な交配相手である定住雄の行動範囲内に含まれる。成体雌間の関係は、友好的なものから回避的なもの、敵対的なものまで多岐にわたる。フランジ雄は他のフランジ雄とアンフランジ雄の両方に対して敵対的だが、アンフランジ雄はお互いに対してより平和的である。雄同士が遭遇すると喉を膨らませる、木の枝を揺らしたり折る、叫び声を上げながら突進するなどの威嚇を行うが、噛みついて争うこともある。特にフランジ雄同士の争いは激しく、時には命が失われることもある。
オランウータンは11歳までに分散して行動範囲を確立する。雌は出生地の近くに住む傾向があり、雄はさらに遠くに分散するが、雄の方が行動範囲が広いため、出生地を訪れることがある。彼らは移動を続け、定住雄に挑み、勝つことで行動範囲を得ることができる。1日あたり200 - 300メートルを移動する。定住個体と一時滞在個体はどちらも大きな果樹に集まって餌を求める。果物は豊富な傾向があるため、競争は少なく、そこで幼獣や若齢個体では集団で遊ぶ、ペアで行動する、子連れの母親の後をつけるなど、社会的な交流に参加する可能性がある。オランウータンはまた、食料源の間を移動する際に小規模な群れを作って移動することがある。それは成体雄とその配偶者である雌であることが多い。オランウータンの間では社会的なグルーミングは一般的ではない。

### コミュニケーション
オランウータンはさまざまな声や音でコミュニケーションをとる。雄は雌を惹きつけるため、また他の雄に自分の縄張りを主張するため、ロングコールという叫び声を出す。これらの声は3つの部分から成る。うなり声で始まり、パルスのような音でピークに達し、バブルのような音で終わる。雌雄とも、一連の低周波音で同種を威嚇する。オランウータンは不快なとき、すぼめた唇から空気を吸い込んでキーキーという音を出す。母親は子供との接触を保つために喉から音を出す。幼児は苦しむと静かな鳴き声を上げる。オランウータンは巣を作るときに、スマックやラズベリーのような声を出す。オランウータンの鳴き声は子音と母音のような構成要素があり、長距離にわたってその意味を維持する。
母子のオランウータンは、手招きしたり、足を踏み鳴らしたり、下唇を押したり、物体を振ったり、体の一部を使うなど、さまざまなジェスチャーや表現を使う。これらは、「物を取る」、「私の上に登る」、「あなたの上に登る」、「乗り越える」、「離れる」、「遊びの力を抑える」、「遊びを再開する」、「それを止める」などの目標を伝える。

### 生殖と成長
雄は約15歳で性成熟する。雄は、支配的な強い雄が居なくなるまで、特徴的な頬の出っ張り(「フランジ（Flange）」と呼ばれる)、大きな喉袋、長い毛皮、ロングコールが発達しないため、支配的な雄がいる場合は発達の停止を示す。フランジの発達は迅速に行うことができる。フランジ雄は、その特徴的なロングコールで発情期の雌を惹きつけるが、これが若い雄の発育を抑制する可能性もある:100。一度フランジが発達すれば、戻ることは無い。
アンフランジ雄は発情期の雌を求めて広範囲を徘徊し、雌と変わらない小さな体でこっそり雌に近づき、交尾を試みる。アンフランジの交尾に対して雌が抵抗することが多いため、研究者によってはこうした交尾を「レイプ」と呼んだりもする。この行動の発生率は哺乳類の中でも異常に高い。フランジ雄は縄張りを持ち、配偶者になれば守ってもらえるため、雌はフランジ雄と交尾することを好む。受胎の可能性が低いため、排卵していない雌は通常、アンフランジ雄との交尾に抵抗しない。ボルネオ島ではフランジ雄が「レイプ」をすることもある（スマトラではほとんど無い）。最近のDNA資料を用いた父子判定の結果からは、フランジもアンフランジも同程度子を残している例が報告されている。同性愛的行動は、親和的な場合と攻撃的な場合の両方で記録されている。

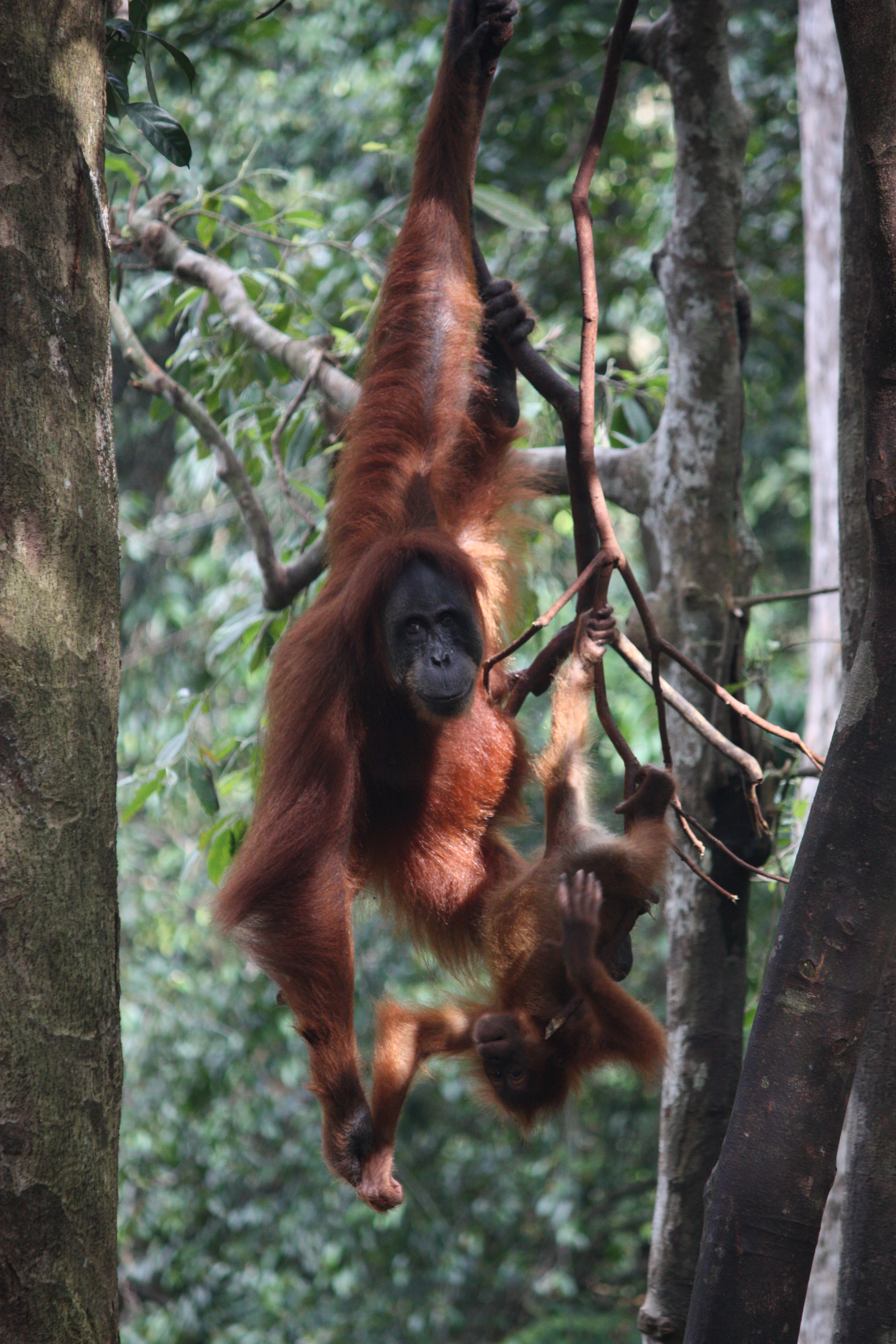
母子のオランウータン

他の大型類人猿の雌とは異なり、オランウータンは生殖能力を示す性皮腫張を示さない。雌は約15歳で初産し、出産間隔は6 - 9年で、大型類人猿の中で最も長い。短い場合は3年。食物条件の良い環境では出産間隔が長くなる。妊娠期間は約9か月で、出生時の体重は1.5 - 2 kg:99。通常出生数は1頭で、双子は珍しい。他の多くの霊長類とは異なり、雄のオランウータンは子殺しをしない。これは、雌が再び排卵を開始するのに時間がかかるため、次の子孫を確実に産むことができないためと考えられる。6歳未満の子供を持つ雌は一般に成体雄を避けるという証拠がある。
子供の世話のほとんどは雌が行う。母親は乳児を運んで移動し、乳を飲み、一緒に寝る:100。生後4か月間、乳児はほとんどの時間、母親のお腹にしがみついている。その後数か月間、乳児と母親の身体的接触の量は減少する。オランウータンは1歳半になると木登りのスキルが向上し、他のオランウータンと手をつないで樹冠を移動するようになる。2歳を過ぎると、若いオランウータンは一時的に母親から離れ始める。彼らは6歳か7歳で思春期に達し、一人暮らしができるようになるが、母親とのつながりはある程度残る:100。雌は最長8年間、子孫を育てるが、これは他の哺乳類よりも長い。授乳期間は3年。幼獣は母親と4 - 5年は一緒に生活するが生後3 - 7年で母親から離れて行動し始めるようになり、生後5 - 10年で思春期を迎えたり母親が次の幼獣を産むことがきっかけで独立することが多い。メスは生後12年で初産を迎える。通常、オランウータンは野生でも飼育下でも30年以上生きる:15。飼育下では50年生きた個体もいる。スマトラでは少なく見積もっても53歳に達しているメスが乳児を抱えて元気に生きている例が報告されており、オスに関しても少なくとも58歳まで生きたという報告がある。

### 巣

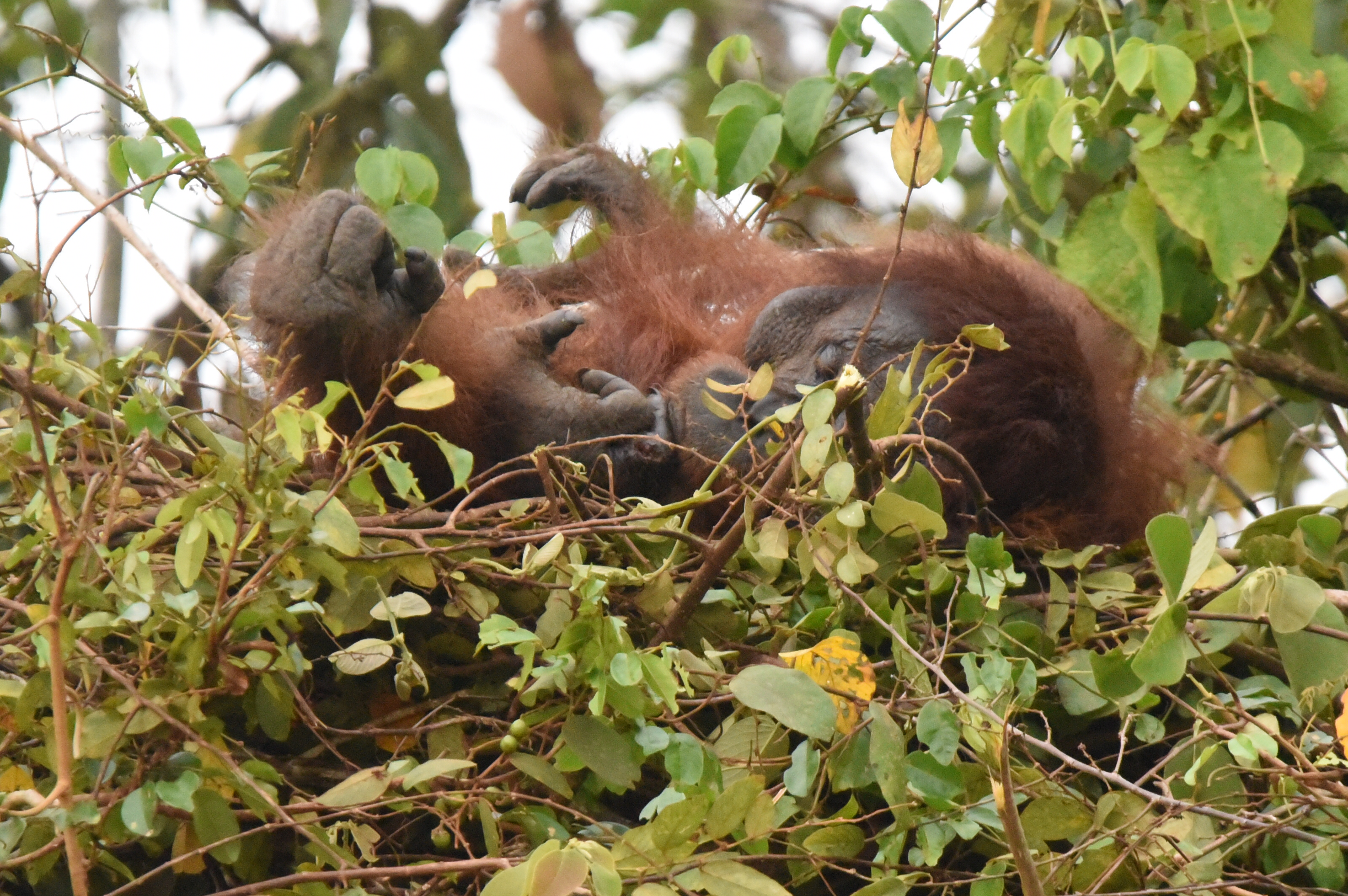
巣に横たわるオランウータン

オランウータンは昼夜に特化した巣を作る。これらは慎重に構築されている。若いオランウータンは、母親の巣作りの行動を観察することで、巣の作り方を学ぶ。実際、巣を作ることで、若いオランウータンは母親への依存度を下げることができる。オランウータンは生後6か月から巣作りの練習をし、3歳までに技術を獲得する。
夜の巣の構築は、一連の手順に従って行われる。最初に、適切な樹を選ぶ。オランウータンはあまり場所を選ばず、巣は多くの樹種で見つかる。基礎を確立するために、大きな枝を掴み、それらが結合するように曲げる。次に、葉の多い小さな枝にも同じことをして「マットレス」を作る。その後、立って枝の先端をマットレスに編み込む。こうすることで巣の安定性が高まる。オランウータンは「枕」「毛布」「屋根」「二段ベッド」などを作って巣を快適にする。まれに古い巣を再利用することがある。

## 知能
オランウータンは、ヒト以外の霊長類の中で最も知能が高い動物の一つである。実験では、表示されている物体と隠れている物体の両方の変位を追跡できることが示唆されている。アトランタ動物園にはタッチスクリーンコンピューターがあり、2頭のスマトラオランウータンがゲームをプレイしている。ライプツィヒ動物園の2頭のオランウータンに関する2008年の研究では、オランウータンが見返りを期待して個体を援助している可能性があることが示された。オランウータンは、人間以外の種としては初めてそのことが記録されている。
1997年の研究では、飼育されている2匹の大人のオランウータンが物を引きはがすテストを受けた。オランウータンは何の訓練も受けずに、最初の試みで物を引きはがして餌を手に入れることに成功した。 30回の試みを通じて、より早く成功し、調整することを学んだ。大人のオランウータンがミラーテストに成功し、自己認識が確認された記録がある。2歳のオランウータンを対象としたテストでは、自己認識を明らかにすることができなかった。
野生での研究によると、フランジ雄は事前に行動を計画し、他の個体に信号を送る。実験では、オランウータンが存在しないものについてコミュニケーションできることも示唆されている。つまり、母親オランウータンは、脅威が知覚されると沈黙するが、脅威が過ぎると、母親は子供たちに危険について教えるために警報を発する。オランウータンや他の大型類人猿は、レスリング、追いかけっこ、くすぐりなどの物理的接触に反応して、笑いのような発声を示す。これは、笑いが霊長類の共通の起源に由来し、人類の起源より前に進化したことを示唆している。オランウータンは声帯の振動を意図的に制御することで、新しい音を模倣することを学ぶことができ、これは人間の発話につながった特性でもある。スミソニアン国立動物園のオランウータンのボニーは、飼育員の声を聞いた後に自発的に口笛を吹いているのが記録された。彼女は食べ物などの褒美を期待せずに口笛を吹いているようである。

### 道具の使用と文化

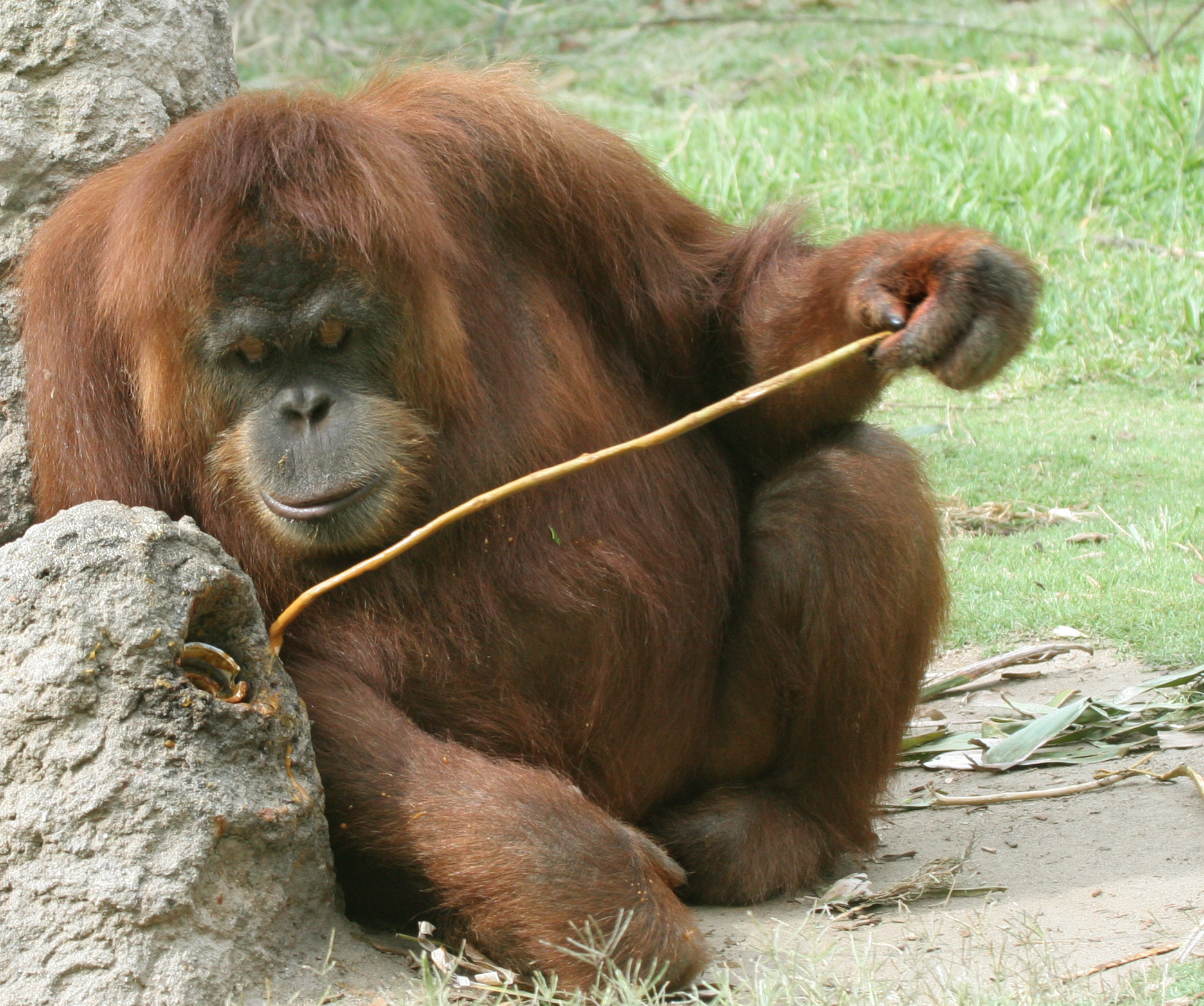
棒を使ってオレンジジュースを飲むサンディエゴ動物園の個体

オランウータンにおける道具の使用は、霊長類学者のビルテ・ガルディカスによって元飼育個体の群れで観察された。オランウータンの観察施設であるスワク・バリンビンで観察されたスマトラオランウータンは、木の洞からアリやシロアリなどの昆虫を取り出す棒と、ドリアンなどの硬い果実から種子を取り出す棒を用いていた。オランウータンは目の前の課題に応じて道具を調整し、口腔用具の使用が優先された。この好みは飼育されたオランウータンの実験研究でも見られた。オランウータンが棒を使ってナマズをつつき、水から飛び出したところを掴む様子が観察されている。オランウータンは、後で使うために道具を保管していることも記録されている。オランウータンは巣を作るとき、どの枝が自分の体重をよりよく支えられるかを判断できるようである。
霊長類学者のCarel P. van Schaikと自然人類学者のCheryl D. Knottは、さまざまな野生オランウータン個体群における道具の使用をさらに調査した。彼らは、Neesia 属の果実の加工に関連する道具の使用における地理的差異を比較した。スワク・バリンビンのオランウータンは、他の野生のオランウータンと比べて、昆虫や種子を抽出する道具を多く使っていることが分かった。科学者らは、これらの違いは生息地とは相関しないため、文化的なものであると示唆した。スワク・バリンビンのオランウータンは、個体間の距離が近く、お互いに比較的寛容である。これは、新しい行動が広がるのに好ましい条件を作り出している。社会性の高いオランウータンが文化的行動を示す可能性が高いというさらなる証拠は、ボルネオ島のカジャ島でリハビリ中の元飼育個体のオランウータンの葉を運ぶ行動の研究から得られた。
ボルネオ島トゥアナンの野生オランウータンは音響コミュニケーションに道具を使用していると報告されている。彼らは声を増幅するために葉を使う。自分たちがより大きな動物であると思わせるため、この方法を使用している可能性がある。2003 年、6つの異なるオランウータン生息地の研究者が、各場所での行動を比較した。彼らは、オランウータンの個体群ごとに異なるツールを使用していることを発見した。証拠は、その差異が文化的なものであることを示唆していた。第一に、距離が離れるにつれて差異の程度が増大し、文化の拡散が起こっていることを示唆し、第二に、オランウータンの文化のレパートリーは、集団内に存在する社会的接触の量に応じて増加した。これにより、社会的接触は文化の伝達を促進することが分かった。

## 人間との関係

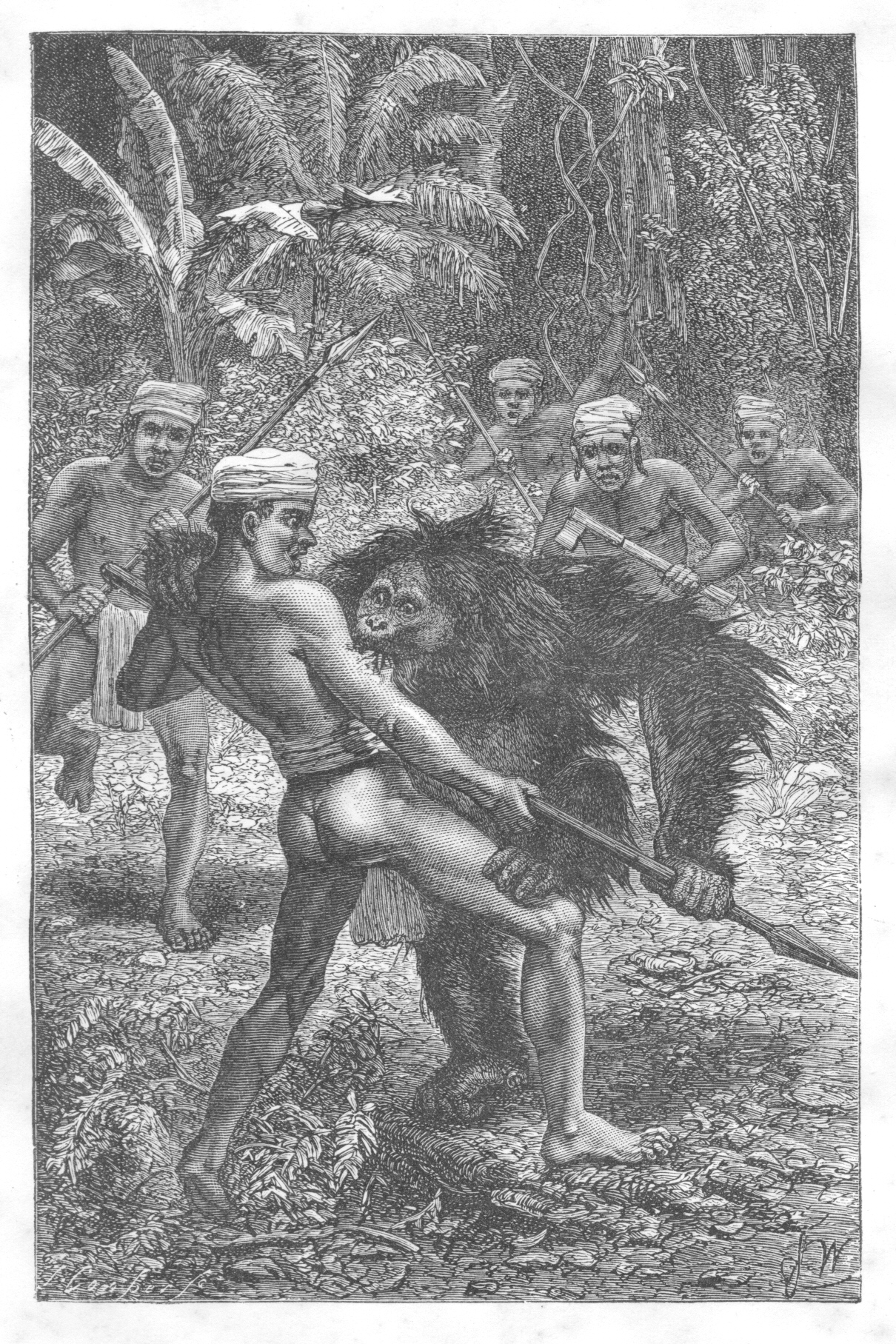
オランウータンと戦うダヤク族の兵（ヨーゼフ・ヴォルフ画）

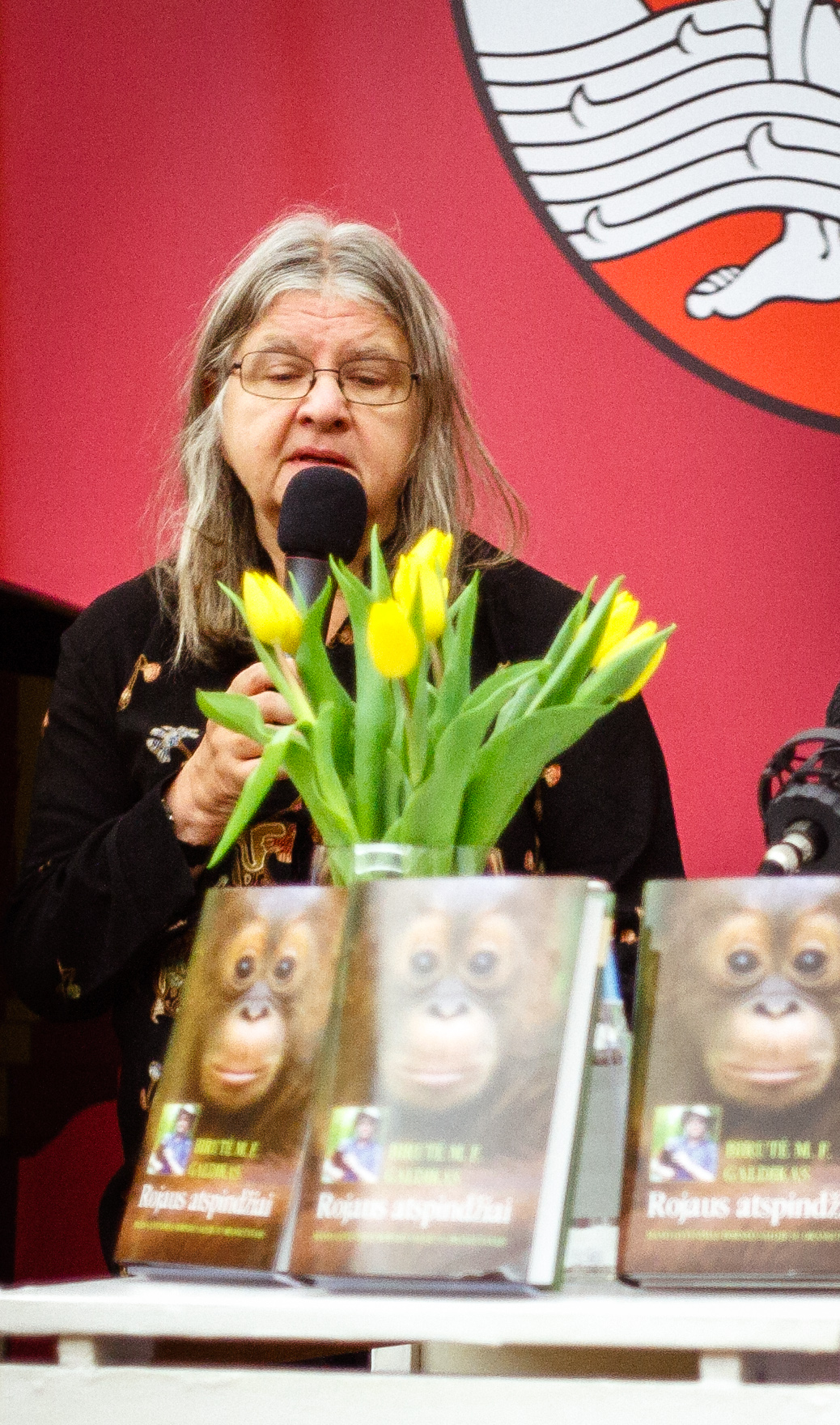
オランウータンの研究者であるビルーテ・ガルディカス氏

オランウータンは、スマトラ島とボルネオ島の先住民に何千年も前から知られていた。サラワク州ではマイア、ボルネオ島の他の地域とスマトラ島ではマワと呼ばれていた。一部のコミュニティでは食用や装飾品として狩猟が行われていたが、他のコミュニティではそのような行為をタブー視していた。ボルネオ島中部では、オランウータンの顔を直視するのは縁起が悪いと考えられている伝統的な民間信仰もある。オランウータンが人間と交尾したり、誘拐したりする民話もある。ハンターが雌のオランウータンに捕らえられたという話もある:66–71。
ヨーロッパ人は17世紀にオランウータンの存在を知った:60。19世紀にボルネオ島の探検家が大規模に彼らを狩猟した。1779年、オランダの解剖学者であるペトルス・カンパーが観察し、いくつかの標本を解剖し、オランウータンの最初の科学的説明を行った:64–65。カンパーは、フランジ雄とアンフランジ雄は別種であると考えたが、その誤解は彼の死後に修正された。
オランウータンの行動については、オランウータン研究の第一人者となったビルーテ・ガルディカスの現地調査までほとんど知られていなかった。1971年にボルネオ島に到着したガルディカスは、タンジュン・プティンにあるキャンプ・リーキーと名付けた場所にある原始的な樹皮と茅葺きの小屋に定住した。彼女はその 後4年間オランウータンを研究し、博士論文を作成した。ガルディカスは、オランウータンとその熱帯雨林の生息地の保護を主張するようになった。熱帯雨林は森林伐採、パームヤシのプランテーション、金鉱の開発、森林火災によって急速に破壊されつつある。ガルディカスは、チンパンジーの研究者ジェーン・グドールやゴリラの研究者ダイアン・フォッシーと並んで、ルイス・リーキーが選んだ「リーキーの天使」と呼ばれる女性類人猿学者3人のうちの1人である。

### 人権
2008年6月、スペインは大型類人猿を実験に用いてはならないというガイドラインを発表した。2014年12月、アルゼンチンの動物園で約20年間飼育されていたオランウータンについて、アルゼンチンの地方の裁判所は世界で初めてオランウータンに「人権」を認める判決を出している。そのオランウータンはアメリカの保護施設に移動した。

### 創作において

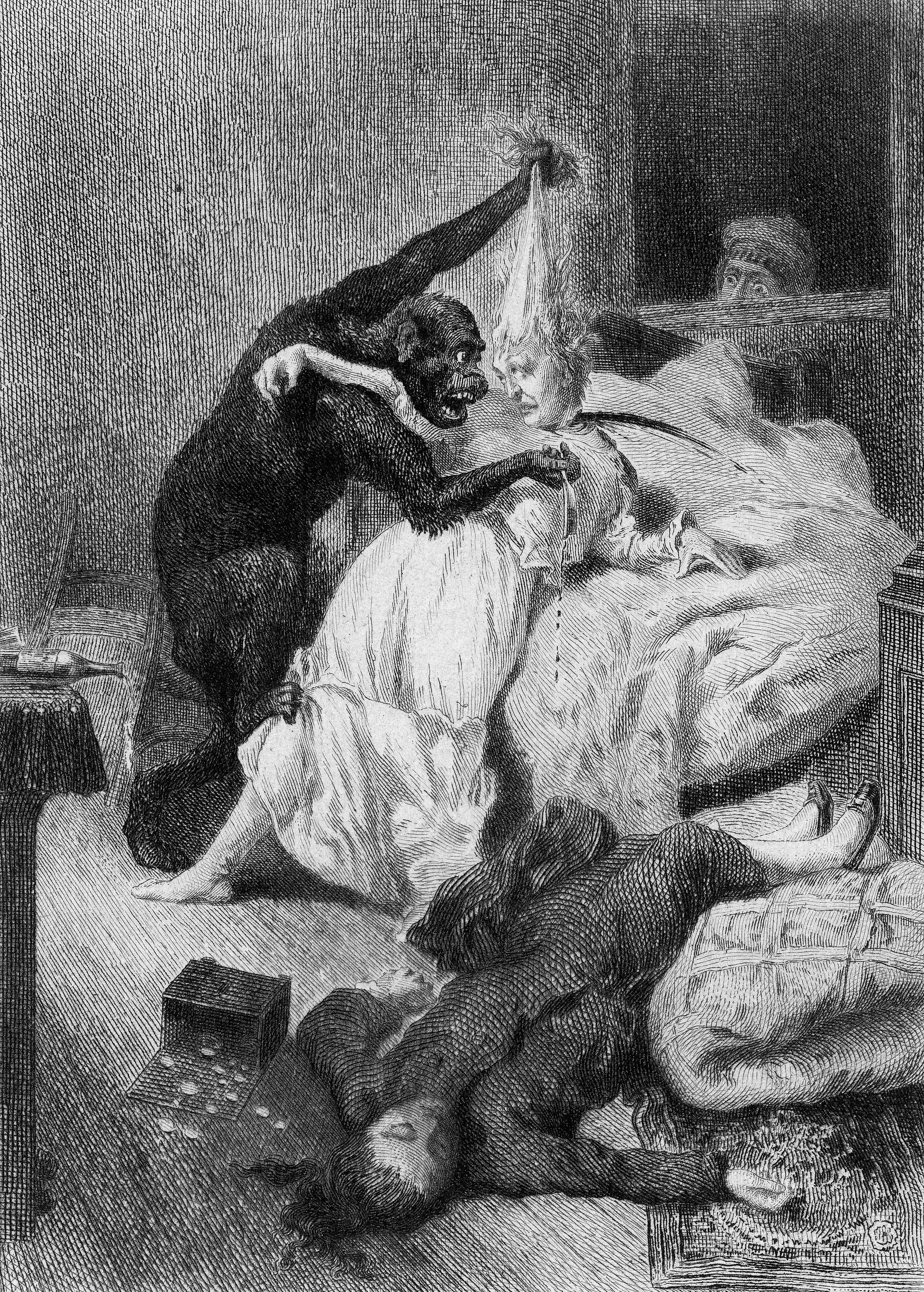
『モルグ街の殺人』の挿絵

オランウータンは18世紀に西洋の小説に初めて登場し、人間社会についてのコメントに使用されてきた。1772年にA.ardraというペンネームで書かれた『Tintinnabulum naturae』は、人間とオランウータンの雑種の視点から語られている。約50年後、匿名で書かれた作品『The Orang Outang』では、米国で飼育されているオランウータンがジャワにいる友人にボストン社会を批判する手紙を書いていることが語られている:108–09。
トマス・ラブ・ピーコックの1817年の小説「メリンコート」には、イギリス人に混じって暮らし、国会議員候補となるオランウータン、オラン・オー・トン卿が登場する。この小説はイギリスの階級と政治制度を風刺している。「自然の人」としてのオランウータンの純粋さは、「文明化された」人間とは対照的である:110–11。フランク・チャリス・コンスタブルの『The Curse of Intellect』(1895年)では、主人公のルーベン・パワーがボルネオ島へ旅行し、オランウータンを捕まえて話すように訓練し、「そのような獣が何を考えているかを知ることができる」としている:114–15。オランウータンは、1963年のピエール・ブールによるSF小説『猿の惑星』およびそこから派生したメディア シリーズで大きく取り上げられている。彼らは通常、科学大臣のザイアス博士のような官僚として描かれている:118–19, 175–76。 
オランウータンは、1832年のウォルター・スコットの小説『Count Robert of Paris』や1841年のエドガー・アラン・ポーの短編小説『モルグ街の殺人』などで、悪役として描かれることもある:145。ディズニー社によるジャングル・ブックの1967年のアニメーション版には、モーグリに火の起こし方を教えてもらおうとするキング・ルーイというオランウータンが登場した:266。1986年のホラー映画『リンク』には、大学教授に仕えているが邪悪な動機を持った知的なオランウータンが登場する。彼は人類に対する反逆を企て、アシスタントの女子学生をストーキングする:174–75。テリー・プラチェットのファンタジー小説『ディスクワールド』の司書や、デール・スミスの2004年の小説『What the Orangutan Told Alice』など、他の物語でもオランウータンが人間を助ける様子が描かれている:123。オランウータンのよりコミカルな描写には、1996年の映画『Let'sチェックイン!』がある:181。 

### 飼育下

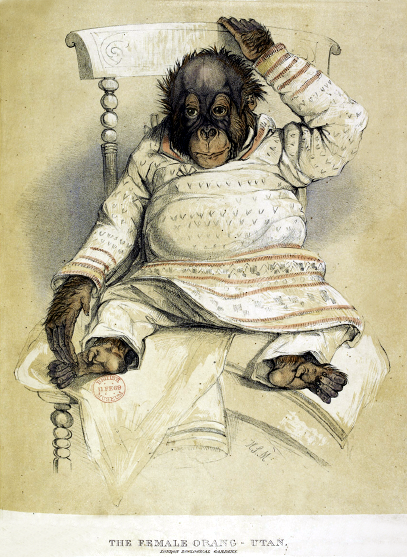
椅子に座るジェニーという雌のオランウータン

19世紀初頭までに、オランウータンは飼育下に置かれるようになった。1817年、ロンドンの取引所にある動物園でオランウータンが他の数頭の動物に加わった。犬以外の他の動物との付き合いを拒否し、人間と一緒にいることを好んだと記録されている。時折、スモックを着て帽子をかぶった姿でバスに乗せられ、旅館では飲み物を提供され、宿主に対して礼儀正しく振る舞ったこともあった:64–65。ロンドン動物園には、人間の服を着てお茶の飲み方を覚えたジェニーという名前のメスのオランウータンが飼育されていた。彼女は、彼女の反応を人間の子供の反応と比較したチャールズ・ダーウィンとの出会いで記憶されている。
日本には1792年と1800年に長崎に輸入された記録がある。1898年に恩賜上野動物園で初めて飼育されたが、すぐに死亡している。1961年に恩賜上野動物園で飼育下繁殖に成功したが、父親はスマトラオランウータン、母親はボルネオオランウータンの種間雑種であったことが後に判明している。珍しい出自のオランウータンとして、1970年に「ポケットモンキー」として外航船の船員が神戸港に持ち込み、北野町山本通を歩いていたところを保護されたボルネオオランウータン「ミミ」がいる（2022年12月14日に推定53歳で死亡）。1970年代に血液検査により種別（当時は亜種別）に分けて、飼育・管理が試みられるようになった。
西洋世界の動物園やサーカスは、今後もオランウータンや他のサルを娯楽の源として利用し、お茶会で人間のように振る舞ったり、芸を披露したりするよう訓練することになるだろう。芸をする著名なオランウータンには、20世紀初頭、ドイツのハンブルクにあるハーゲンベック動物園のジェイコブとローザ、1910年代と1920年代のユニバーサルシティ動物園のジョー・マーティン、1930年代と 1940年代のサンディエゴ動物園のジグスが含まれる:187–89, 193–94。動物愛護団体は、そのような行為は虐待であると考え、停止を求めている。1960年代以降、動物園は教育を重視するようになり、オランウータンの展示は自然環境を模倣し、自然な行動を示すように設計された:185, 206。サンディエゴ動物園のオランウータンであるケン・アレンは、1980年代に檻から何度も脱走したことで世界的に有名になった。彼は「毛むくじゃらのフーディーニ」というあだ名で呼ばれ、ファンクラブ、Tシャツ、ステッカー、曲の題材にもなった。
ガルディカスは、料理人が捕らえられた雄のオランウータンから性的暴行を受けたと報告した。この個体は種のアイデンティティが歪んでいる可能性があり、強制交尾は弱い雄のオランウータンにとって標準的な交尾戦略である。動物コレクターのフランク・バックは、人間の母親が孤児となったオランウータンの赤ちゃんを長生きさせて業者に売ることを期待して乳母として働いているのを見たと主張したが、これは人間と動物の母乳育児の例となるだろう。
日本国内での2004年における飼育個体数は53頭（スマトラオランウータン16頭、ボルネオオランウータン33頭、種間雑種4頭）で、飼育下繁殖個体の割合が大きい。一方で単一の飼育施設（スマトラオランウータンは東山動植物園、ボルネオオランウータンは多摩動物公園）での繁殖個体あるいはそれらに由来する個体の割合が大きく血統が偏っていること・流産や死産・10 - 20代の個体の死亡例が多いという問題もあり、1970年末には51頭が21施設で飼育されていたが、1990年をピークに個体数は減少している。2024年5月現在、日本における飼育個体数は37頭（スマトラオランウータン8頭、ボルネオオランウータン27頭、種間雑種2頭）である。日本ではポンゴ属（オランウータン属）単位で特定動物に指定されている。

## 保全

### 脅威と現状
国際自然保護連合(IUCN)のレッドリストによれば、3種のオランウータンはすべて近絶滅種に指定されている。これらはマレーシアとインドネシアの両方で捕獲、危害、殺害から法的に保護されており、国際法で無許可の取引を禁止するワシントン条約の附属書Iにリストされている。ボルネオオランウータンの生息域はより細分化されており、島の南東部では記録がほとんど、あるいはまったくない。残っている最大の個体群はサバンガウ川周辺の森林で見られるが、この環境は危険にさらされている。スマトラオランウータンはスマトラ島北部でのみ生息しており、その個体群の大部分はアチェ州と北スマトラ州に生息している。タパヌリオランウータンはスマトラ島のトル川流域の森林でのみ生息している。

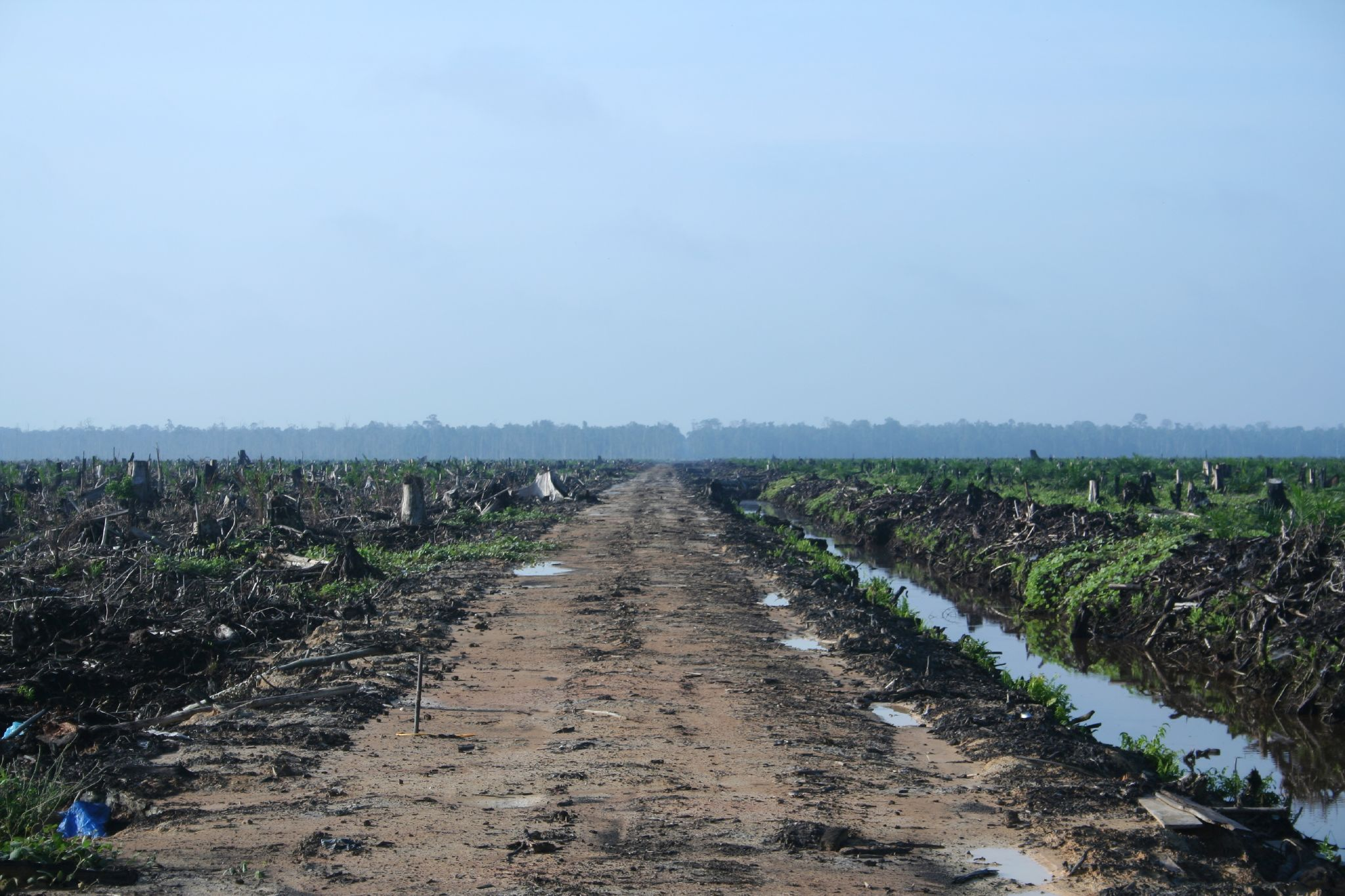
アブラヤシ農園のため切り倒された熱帯雨林

ビルーテ・ガルディカスによると、彼女が1971年にオランウータンの研究を始めたとき、すでにオランウータンは密猟と森林伐採の脅威にさらされていたという。2000年代までに、オランウータンの生息地は伐採、採掘、道路による分断により急速に減少した。主な要因は、国際的な需要に応えて広大な熱帯林地域がアブラヤシのプランテーションに転換されたことである。違法なペット取引と同様に、狩猟も大きな問題である。
オランウータンはブッシュミート取引のために殺される可能性があり、インドネシアのボルネオ島のいくつかの都市では骨が土産物店で秘密裏に販売されている。地元住民とオランウータンとの間の軋轢も脅威となっている。居場所を失ったオランウータンは、農地を襲撃し、村人たちに殺されてしまうことがよくある。地元住民は、食用のため、またはオランウータンの危険性を認識したために、オランウータンを殺そうとすることもあるかもしれない。母親オランウータンは、その子がペットとして販売されるために殺される。 2012年から2017年にかけて、インドネシア当局はオランウータン情報センターの協力を得て、114頭のオランウータンを押収し、そのうち39頭はペットであった。台湾では1980年代後半に1,000 - 2,000頭、1990年代に3 - 4年で1,000頭の個体が密輸された。密輸された個体の一部はリハビリテーションセンターに収容し野生復帰させる試みが進められているが、センター内で死亡する個体や復帰させる自然環境が既に消失しているなどの問題もある。
2000年代の推定では、約6,500頭のスマトラオランウータンと約54,000頭のボルネオオランウータンが野生で残っていることが判明した。2016年の研究では、野生のスマトラオランウータンの個体数は14,613頭と推定されており、これは以前の推定個体数の2倍である。一方、2016年の推定では、野生には104,700頭のボルネオオランウータンが存在することが示唆されている。2018年の研究では、ボルネオオランウータンが1999年から2015年までに14万8,500頭減少したことが判明した。タパヌリオランウータンは現在も800頭未満しか存在しないと推定されており、この種は大型類人猿の中で最も絶滅の危機に瀕している。
なお、オランウータン保護活動の費用対効果を検証した結果、生息地保護が個体数の維持に最も効果があることがわかった。次善策は法規制とパトロールで、別の場所への移動したりリハビリしたりなどの策は効果がかなり低かった。

### 自然保護センターと団体

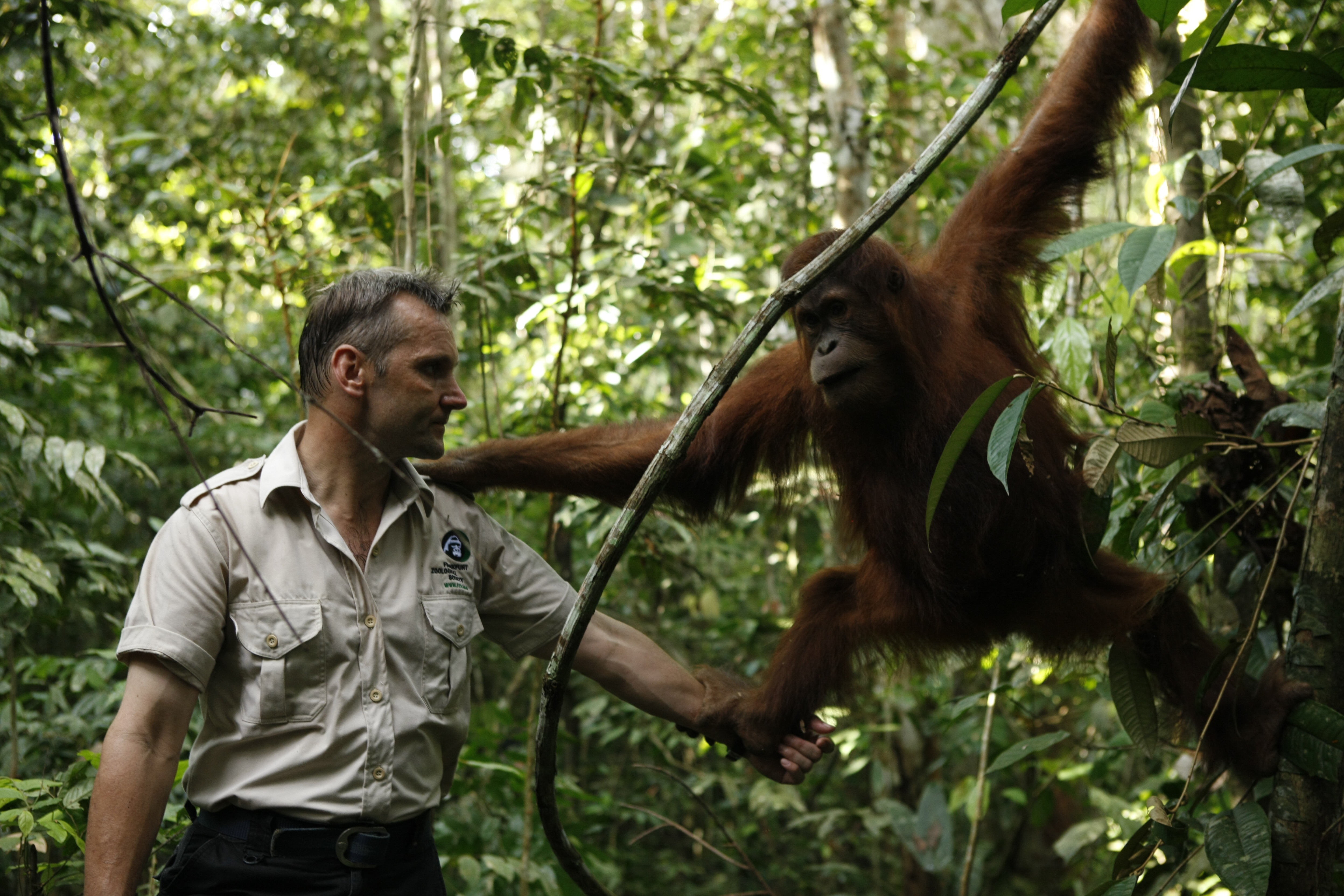
ブキット・ティガプル国立公園でオランウータンの保護を行うフランクフルト動物園のPeter Pratje氏

いくつかの団体がオランウータンの救出、リハビリ、再導入に取り組んでいる。その中で最大のものは、自然保護活動家のウィリー・スミッツによって設立されたボルネオ・オランウータン・サバイバル（BOS）財団であり、自然保護活動家のローン・ドロシャー・ニールセンによって設立されたニャル・メンテン・リハビリテーション・プログラムなどのプロジェクトを運営している。
2003年、カリマンタン中部のカレン・パンギ村にある村の売春宿から雌のオランウータンが救出された。オランウータンは性的な目的で毛を剃られ、鎖につながれていた。ポニーと名付けられたこのオランウータンは解放されて以来、BOSとともに暮らしている。彼女は他のオランウータンと一緒に暮らすために再び社会化された。2017年5月、BOSはインドネシア・ボルネオ島のカリマンタン島にあるカプアス・フルの人里離れた村で捕獲されていたアルビノのオランウータンを救出した。 BOS のボランティアによると、アルビノのオランウータンは非常にまれであり、同団体が25年間の活動の中でアルビノオランウータンを確認したのはこれが初めてであった。
インドネシアの他の主要な保護センターには、ボルネオ島のタンジュン・プティン国立公園、セバンガウ国立公園、グヌン・パルン国立公園、ブキット・バカ・ブキット・ラヤ国立公園、スマトラ島のグヌン・ルーセル国立公園とブキット・ラワンなどがある。マレーシアの保護地域には、同じくサラワク州のセメンゴ野生動物センターとマタン野生動物センター、サバ州のセピロク・オランウータンリハビリテーションセンターなどがある。オランウータンの母国外に本部を置く主な保護センターには、フランクフルト動物協会、ガルディカスによって設立された国際オランウータン財団、オーストラリア・オランウータン・プロジェクトなどがある。オランウータン・ランド・トラストなどの保護団体は、持続可能性を向上させるためにパーム油業界と協力し、業界がオランウータンの保護区を設立することを奨励している。

## 画像

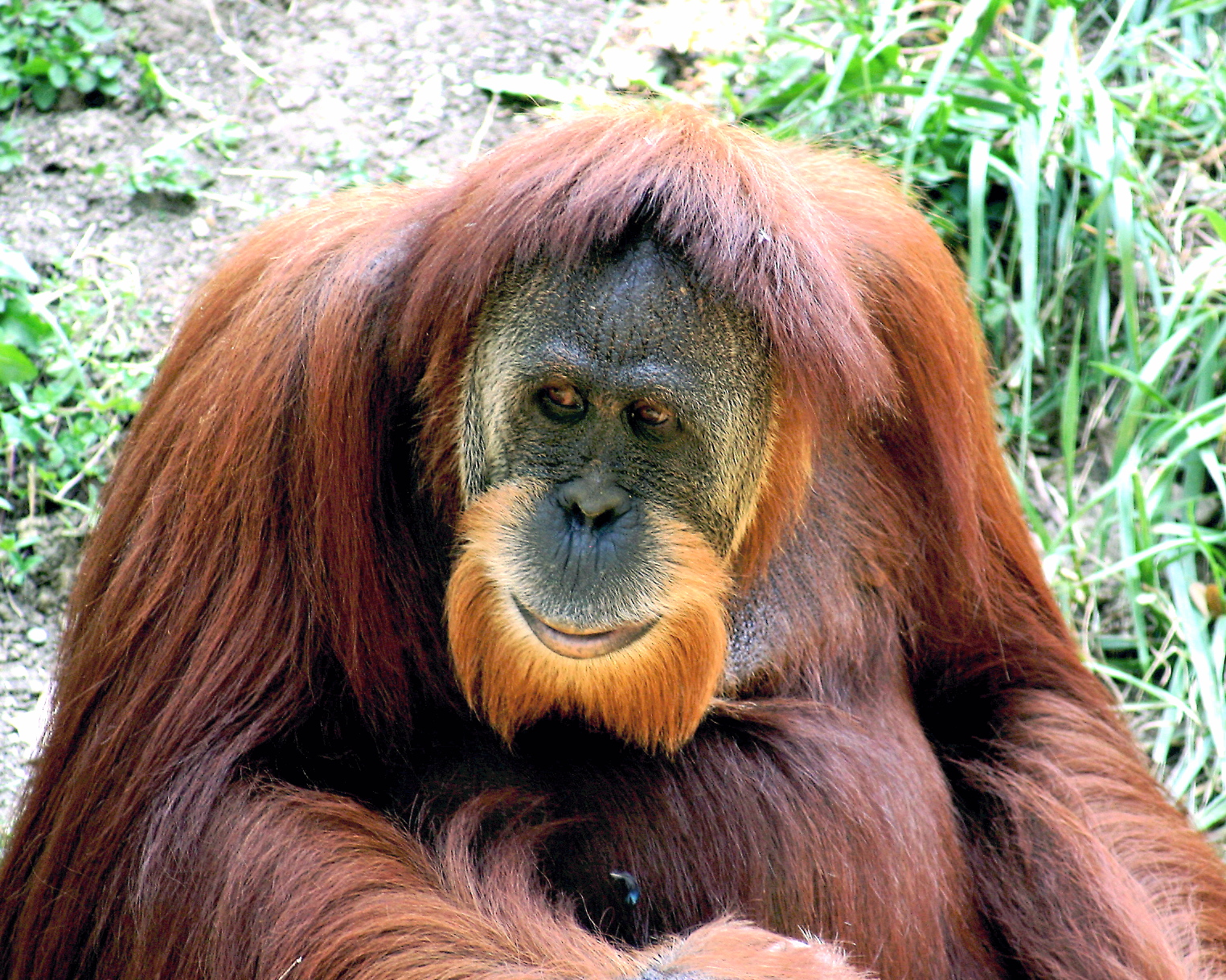
スマトラオランウータン P. abelli
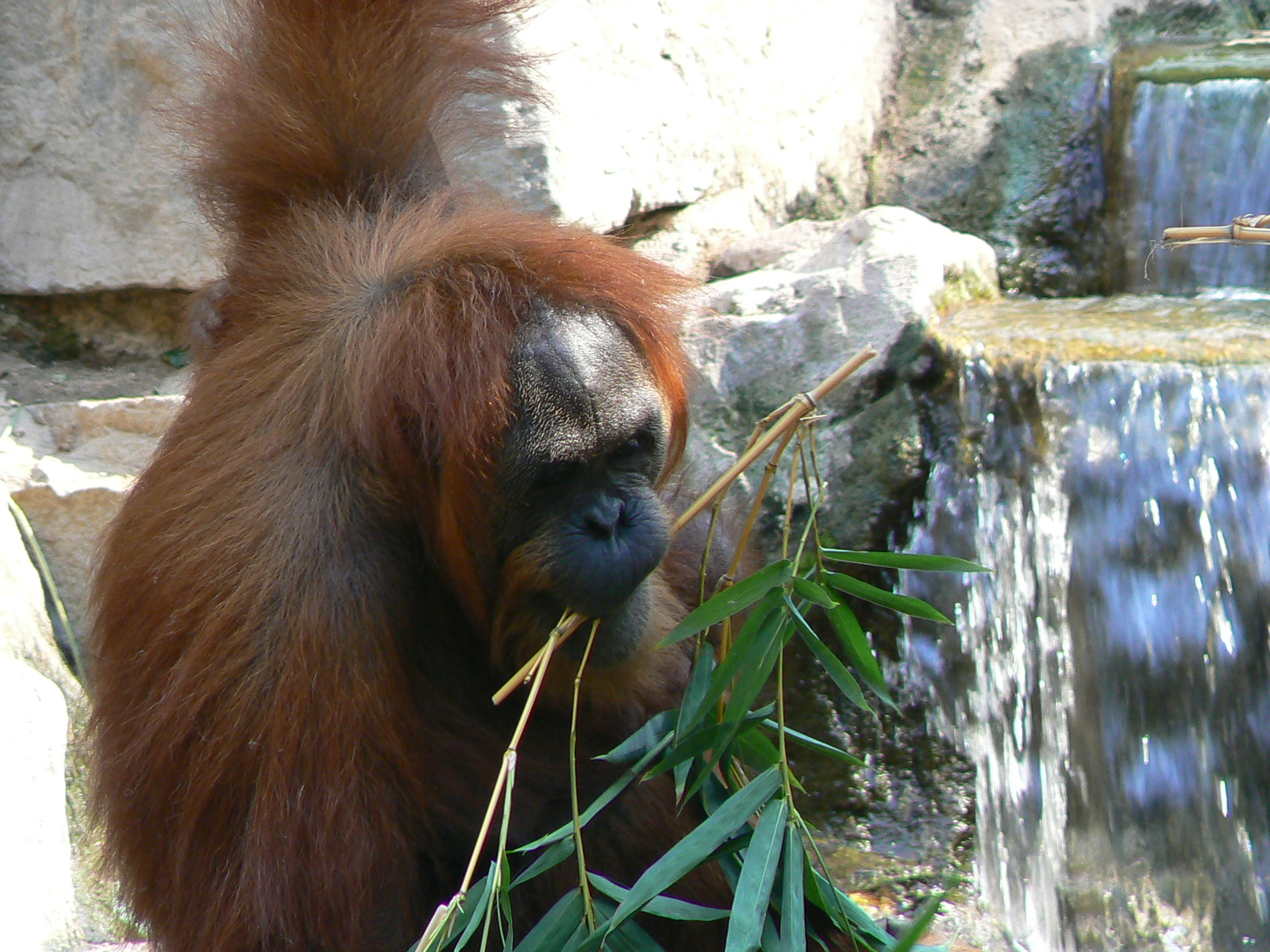
餌を食べるスマトラオランウータン
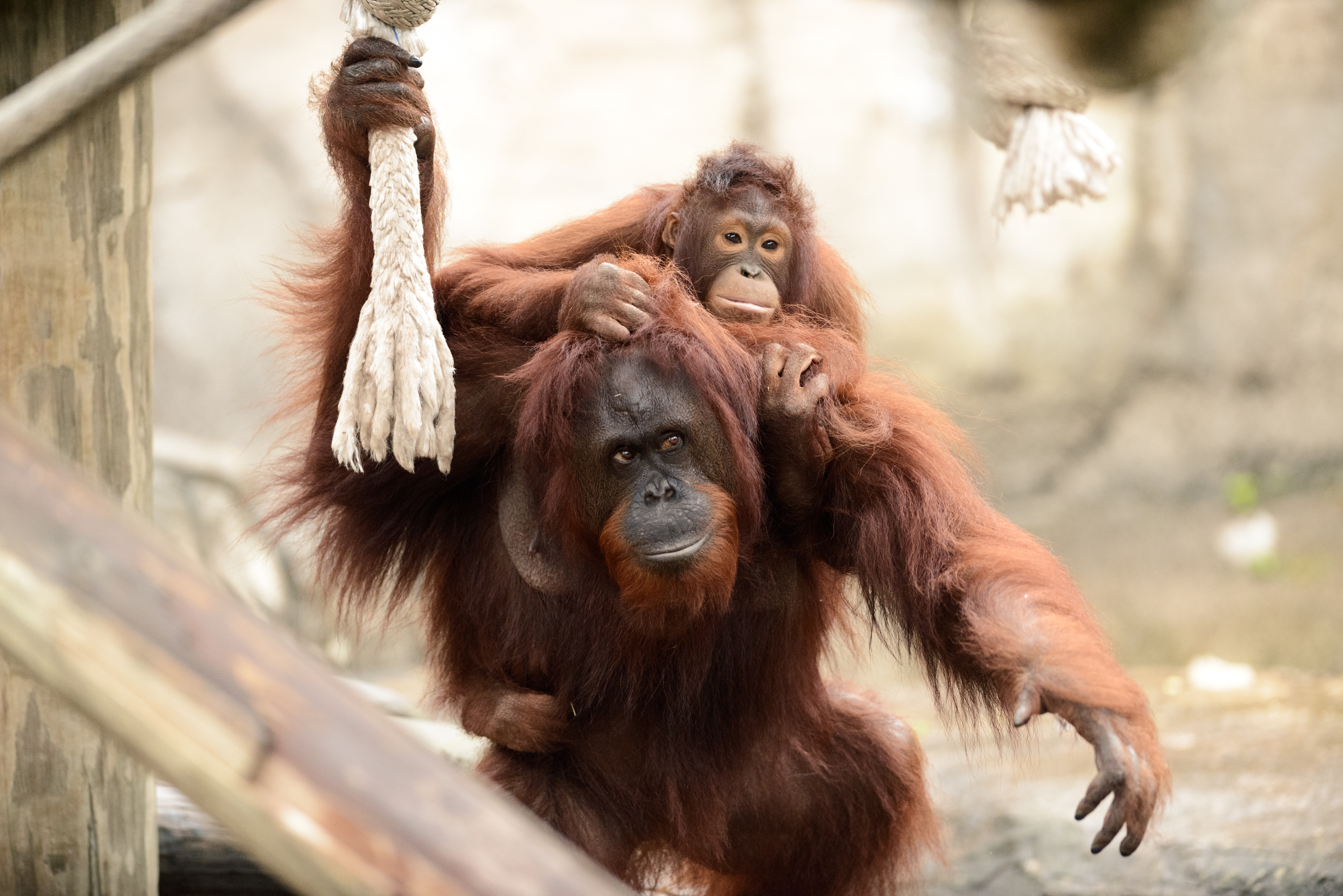
母親の背にしがみつく子供
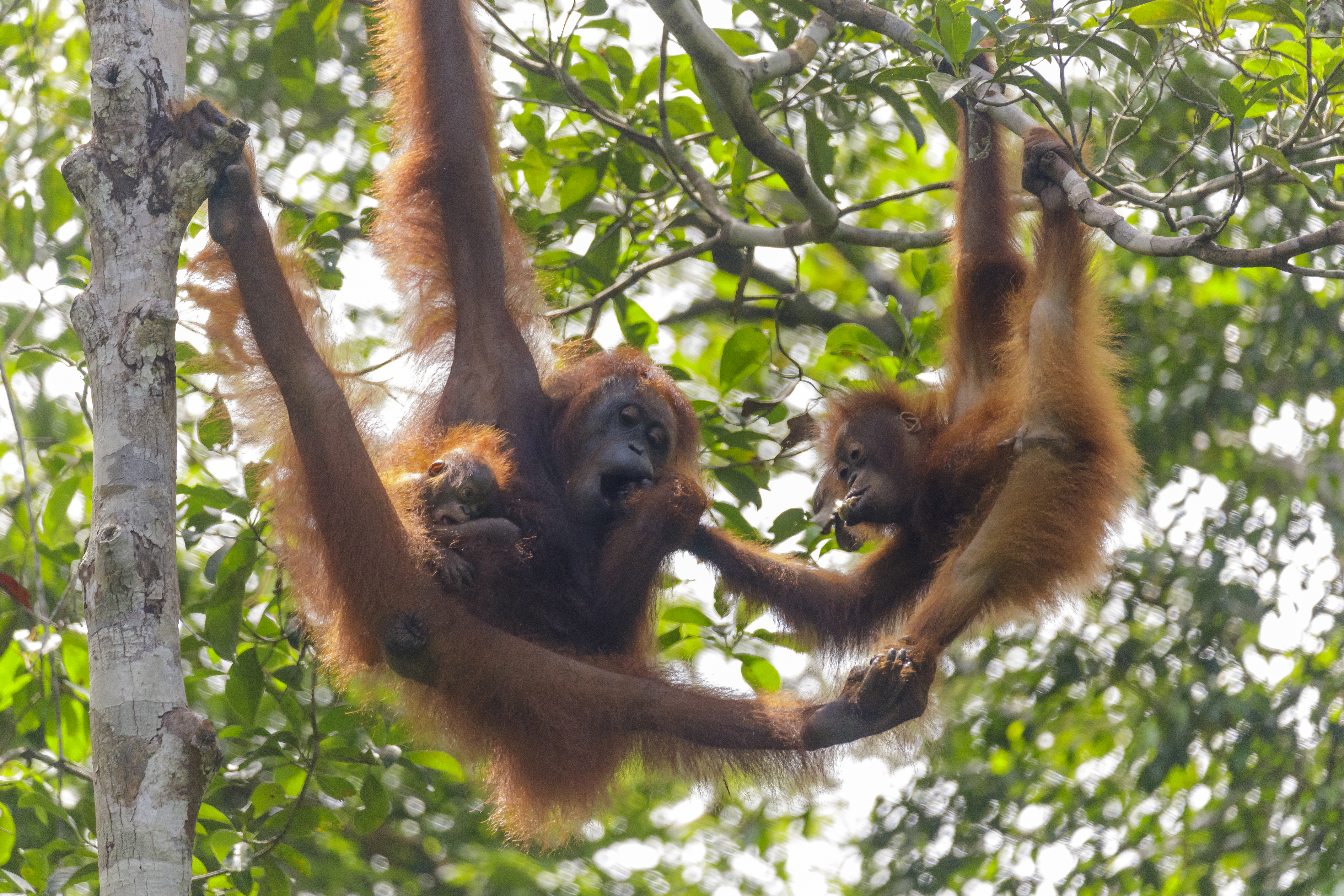
ぶら下がる様子
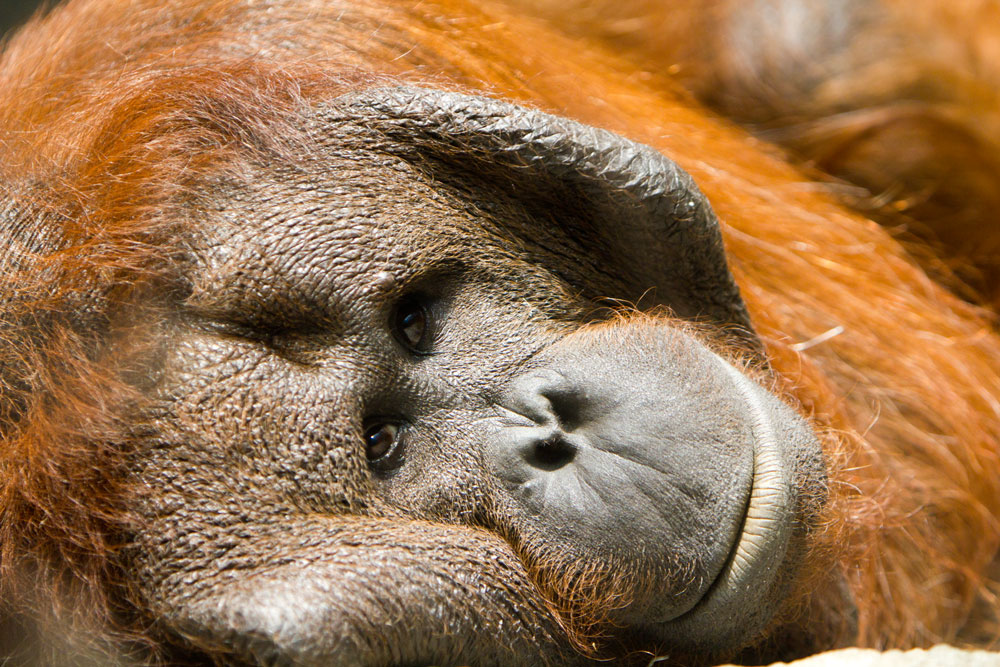
フランジは、ボルネオオランウータンの間で、特に発達する。